# Лейпцизький трамвай
Лейпцизький трамвай (нім. Straßenbahnnetz Leipzig) — трамвайна система міста Лейпциг у федеральній землі Саксонія, Німеччина. Разом із S-Bahn Mitteldeutschland утворює основу системи громадського транспорту. Мережа була відкрита в 1872 році, з 1938 року управляється Leipziger Verkehrsbetriebe (LVB) і інтегрована в Mitteldeutscher Verkehrsverbund (MDV).
Лейпцизька трамвайна мережа наразі є третьою за величиною в Німеччині після Кельнської та Берлінської. Також вона має найширшу колію з усіх німецьких трамвайних систем – 1458 мм. 

## Історія

Хронологія розширення, кольором позначені компанії-власники ліній

Трамвай у Лейпцигу почав працювати 18 травня 1872 року з відкриттям Лейпцизької кінної залізниці (LPE). Це була перша трамвайна станція в Ройдніці, яка також була штаб-квартирою управління. На кінець 1895 р. LPE налічувало 46 км маршрутної мережі, 1013 коней, 172 вагони і 5 депо.  
У квітні 1896 року LPE став Великим Лейпцизьким трамваєм (GLSt), який до 1897 року повністю перейшов з кінної тяги на електричну. У тому ж році, що й GLSt, почав працювати Лейпцизький електричний трамвай (LESt), а в 1900 році — Leipziger Außenbahn AG (LAAG). 
Під час Першої світової війни Великий Лейпцизький трамвай і Лейпцизький електричний трамвай об'єдналися під егідою GLSt. На той час компанія мала 685 вагонів, 546 колясок і маршрутну мережу 127,4 км протяжності. 
У липні 1938 року GLSt отримав свою нинішню назву Leipziger Verkehrsbetriebe (LVB). Починаючи з грудня 1943 року, рух трамваїв неодноразово припинявся через пошкодження, спричинені бомбардуваннями. Його було повністю зупинено на дев'ять днів у квітні 1945 року після вторгнення армії Сполучених Штатів. 
У 1951 році Лейпцизька зовнішня залізниця була об’єднана в LVB, яка тоді називалася VEB Verkehrsbetriebe der Stadt Leipzig. У цьому ж році вперше за 20 років було придбано новий трамвайний транспорт. У 1965 році після кількох спроб, таких як візитні вагони, безкондукторну роботу було запроваджено по всій мережі. У 1969 році був поставлений перший із понад 900 трамваїв Tatra.
У 1970-х роках відбулося зростання кількості автомобільного транспорту, що ускладнило транспортну ситуацію в місті. Тому Трендлінрінг, коло навколо центру міста, яке також є важливою артерією трамвайного транспорту, було перебудовано. За часів НДР також були побудовані нові житлові масиви (на схід від міста), тому необхідно було поступово розширювати трафік, щоб забезпечити транспортне обслуговування і на цих ділянках. Багато нових ділянок було додано до трамвайної мережі в 1983, 1986 та 1989 роках. Крім того, існуючі лінії також були розширені.

## Маршрути
Поточна трамвайна мережа станом на січень 2023 року:
| 1   | Lausen – Grünau-Süd – Adler – Schleußig – Westplatz – Goerdelerring – Hauptbahnhof – Eisenbahnstraße – Stannebeinplatz – Schönefeld – Mockau, Post                                                                              |
| 1E  | Lausen – Grünau-Süd – Adler – Schleußig – Westplatz – Goerdelerring – Hauptbahnhof – Eisenbahnstraße – Stannebeinplatz – Schönefeld, Volbedingstraße                                                                            |
| 2   | Grünau-Süd – Adler – Schleußig – Westplatz – Leuschnerplatz – Bayrischer Platz – Naunhofer Straße (– Probstheida – Meusdorf) |
| 3   | Knautkleeberg – Großzschocher – Kleinzschocher – Adler – Felsenkeller – Angerbrücke – Waldplatz – Goerdelerring – Hauptbahnhof – Eisenbahnstraße – Torgauer Platz – Heiterblick – Portitzer Allee – Paunsdorf-Nord – Sommerfeld |
| 3E  | Knautkleeberg – Kleinzschocher – Adler – Felsenkeller – Angerbrücke – Waldplatz – Goerdelerring – Hauptbahnhof – Eisenbahnstraße – Torgauer Platz – Heiterblick – Portitzer Allee – Taucha, An der Bürgerruhe                   |
| 4   | Gohlis, Landsberger Straße – Lindenthaler Straße – Rosental – Waldplatz – Goerdelerring – Hauptbahnhof – Augustusplatz – Reudnitz – Riebeckstraße – Stötteritz, Holzhäuser Straße                                               |
| 4E  | Goerdelerring – Hauptbahnhof – Augustusplatz – Reudnitz – Riebeck-/Stötteritzer Straße (Трамваї продовжують рух як лінія 12 в обох напрямках)                                                                                   |
| 7   | Böhlitz-Ehrenberg – Leutzsch – Angerbrücke – Waldplatz – Goerdelerring – Hauptbahnhof – Augustusplatz – Reudnitz – (Torgauer Platz) – Sellerhausen – Paunsdorf – Paunsdorf-Nord – Sommerfeld                                    |
| 8   | Grünau-Nord – Lindenau – Angerbrücke – Waldplatz – Westplatz – Leuschnerplatz – Augustusplatz – Wintergartenstraße/Hbf. – Eisenbahnstraße – Torgauer Platz – Sellerhausen – Paunsdorf – Paunsdorf-Nord                          |
| 9   | Thekla – Mockau – Apelstraße – Hauptbahnhof/Westseite – Goerdelerring – Leuschnerplatz – Bayrischer Platz – Connewitz, Kreuz – Connewitz, S-Bahnhof/Klemmstraße                                                                 |
| 10  | (Wahren – Möckern – Gohlis – Chausseehaus -) Hauptbahnhof – Augustusplatz – Leuschnerplatz – Connewitz – Märchenwiese – Lößnig                                                                                                  |
| 11  | Schkeuditz – Lützschena – Wahren – Möckern – Gohlis – Chausseehaus – Hauptbahnhof – Augustusplatz – Leuschnerplatz – Connewitz – Dölitz – Markkleeberg-Ost, Schillerplatz                                                       |
| 11E | Wahren – Möckern – Gohlis – Chausseehaus – Hauptbahnhof – Augustusplatz – Leuschnerplatz – Connewitz – Dölitz, Straßenbahnhof (Markkleeberg-Ost, Schillerplatz)                                                                 |
| 12  | Gohlis-Nord – Lützowstraße – Zoo – Goerdelerring – Hauptbahnhof – Augustusplatz – Johannisplatz (- Technisches Rathaus) (Трамваї продовжують рух як лінія 4E)                                                                   |
| 14  | S-Bf. Plagwitz- Felsenkeller - Westplatz– Goerdelerring – Hauptbahnhof - Neues Rathaus – Felsenkeller – S-Bf. Plagwitz |
| 15  | Miltitz – Grünau-Nord – Lindenau – Angerbrücke – Waldplatz – Goerdelerring – Hauptbahnhof – Augustusplatz – Prager Straße – Probstheida – Meusdorf                                                                              |
| 16  | Messegelände – Wiederitzsch – Eutritzsch – Chausseehaus – Hauptbahnhof – Augustusplatz – Bayrischer Platz – Deutsche Bücherei – Märchenwiese – Lößnig                                                                           |
| 16E | Messegelände – Wiederitzsch – Eutritzsch – Chausseehaus – Hauptbahnhof – Augustusplatz – Leuschnerplatz (працює лише під час ярмарків, тобто під час різноманітних заходів на Лейпцизькій виставці)                             |

Крім того, використовуються дві спеціальні нічні трамвайні лінії, лінії N10 і N17, причому лінія N10 працює так само, як і лінія 10 у вихідні та святкові дні з кінця 2013 року.

## Трамвайні депо

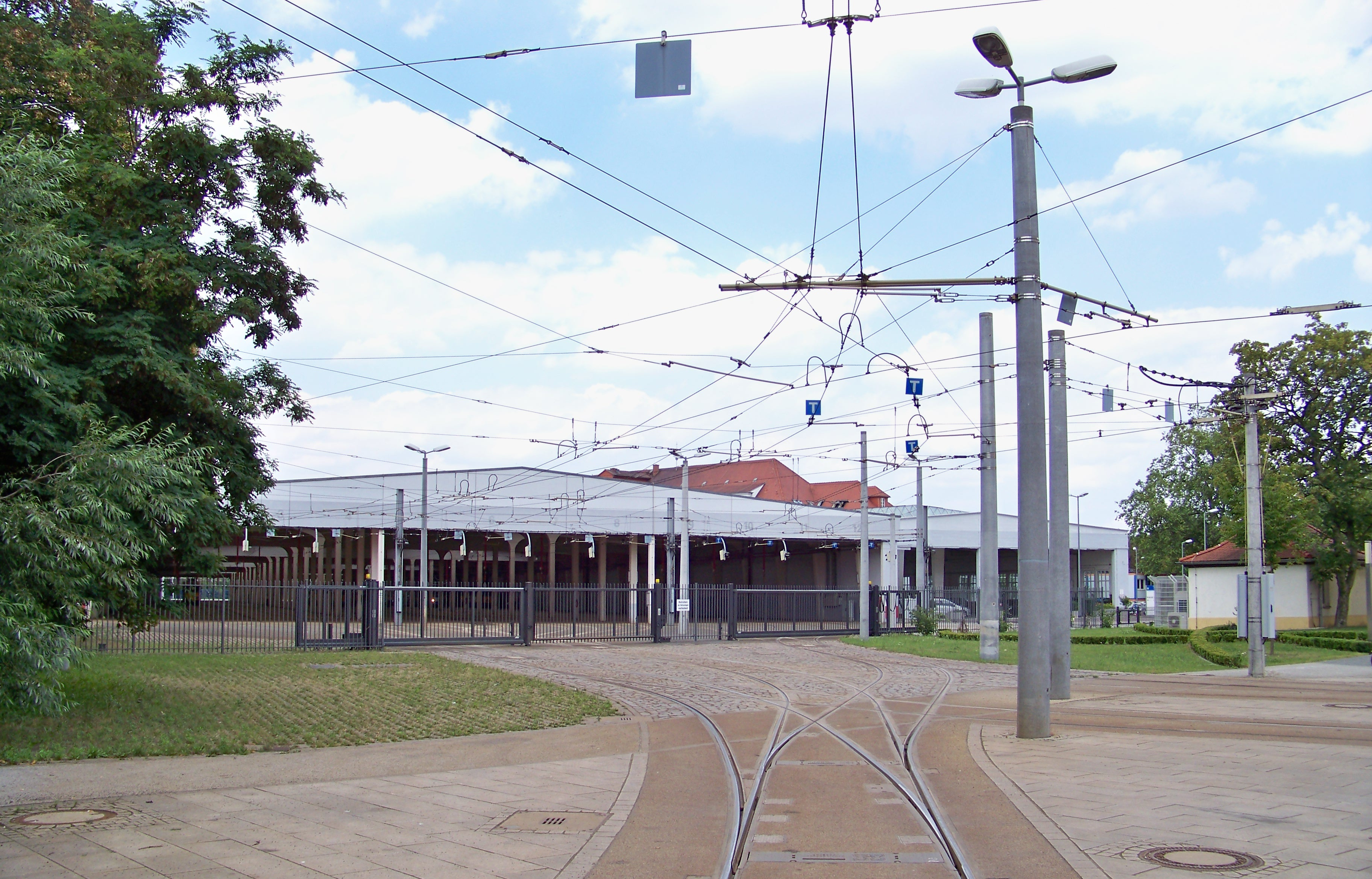
Трамвайне депо Ангербрюке

### Ангербрюке
4 грудня 1925 року було відкрито трамвайне депо Ангербрюке. 11 червня 2005 року після тривалої реконструкції відбулося його урочисте відкриття. Західний зал був перебудований у конфігурацію наскрізних колій, таким чином створивши тиловий вхід. У той же час колишній східний зал було перетворено на криту автостоянку, але на східній частині об'єкта була побудована нова двоколійна ремонтна майстерня.
Сьогодні депо Ангербрюке найсучасніше в трамвайній мережі Лейпцига. В ньому зберігаються трамваї, що працюють на лініях 1, 2, 3, 7, 8 і 15.

### Конневіц I
У 1891 році LPE відкрила нове депо між вулицями Брандштрассе та Сімільденштрассе. Відмінною рисою депо Конневіц I був дворівневий трамвайний сарай. На верхній поверх можна було піднятися з Simildenstrasse, а на верхній поверх – з Brandstraße. Це депо також використовувалося першими електричними трамваями, які працювали в Лейпцигу 18 квітня 1896 року. Сполучення з Брандштрассе було видалено наприкінці 1922 та на початку 1923 року, а сполучення з Сімільденштрассе було видалено лише в 1931 році. одна колія між цими дорогами залишалася проїзною після цього.
З’єднання від Брандштрассе до двох колій на нижньому рівні було відновлено в 1939 році з «технічних причин війни» (kriegstechnischen Gründen). Востаннє депо використовувалося в серпні 1957 року, коли тут базувалися транспортні засоби, що працювали на лінії 24, оскільки лінія до звичайного депо була перекрита. У 1963 році весь комплекс, включно зі сполученням між службовими коліями, було закрито. Залишки колій сьогодні можна побачити на території колишнього депо та на вулиці Сімільденштрассе.

### Конневіц II
10 листопада 1912 року LESt відкрили своє друге південне депо (після Kleinzschocher). Після злиття з GLSt у 1929 році це депо використовувалося для фарбування рухомого складу та поточного ремонту. Через перешкоду в серпні 1957 року, яка перекрила доступ до звичайного депо, депо Конневіц II знову використовувалося вагонами, що працювали на лініях 10, 11 і 22. Було закрито в 1963 році. Залишки депо було відключено від мережі 21 січня 1993 року.

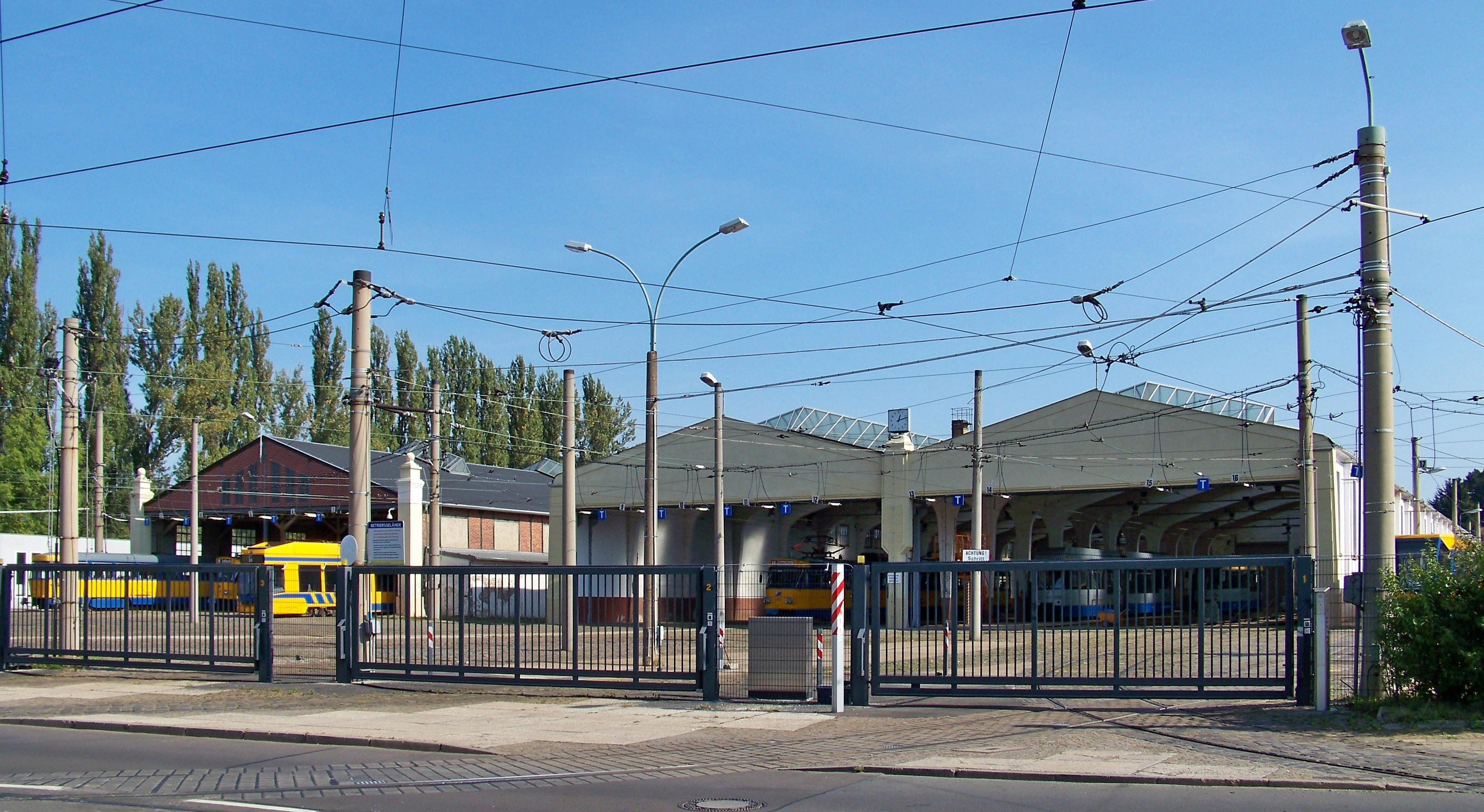
Трамвайне депо Доліц

### Доліц
У 1900 році GLSt відкрила депо в Деліці, навпроти того, що пізніше стало районом Агра (Agra-Geländes). Дванадцять років потому відкрили другий трамвайний навіс. Термінал реверсивної петлі на схід від цього об’єкта було відкрито до 13 липня 1984 року. Депо продовжує використовуватися та вміщує запасні робочі лінії 9, 10, 11 і 16.

### Гейтерблік
Місцева влада Лейпцига викупила землю та побудувала приміщення для головної трамвайної майстерні (Straßenbahn-Hauptwerkstatt). Відкриття відбулося 1 червня 1926 року.

З самого початку компанія HW (Hauptwerkstatt) виконувала ремонт і (частково) нове будівництво рухомого складу. Однак у лінії 3E на території майстерні використовується реверсивний трикутник (звезда).

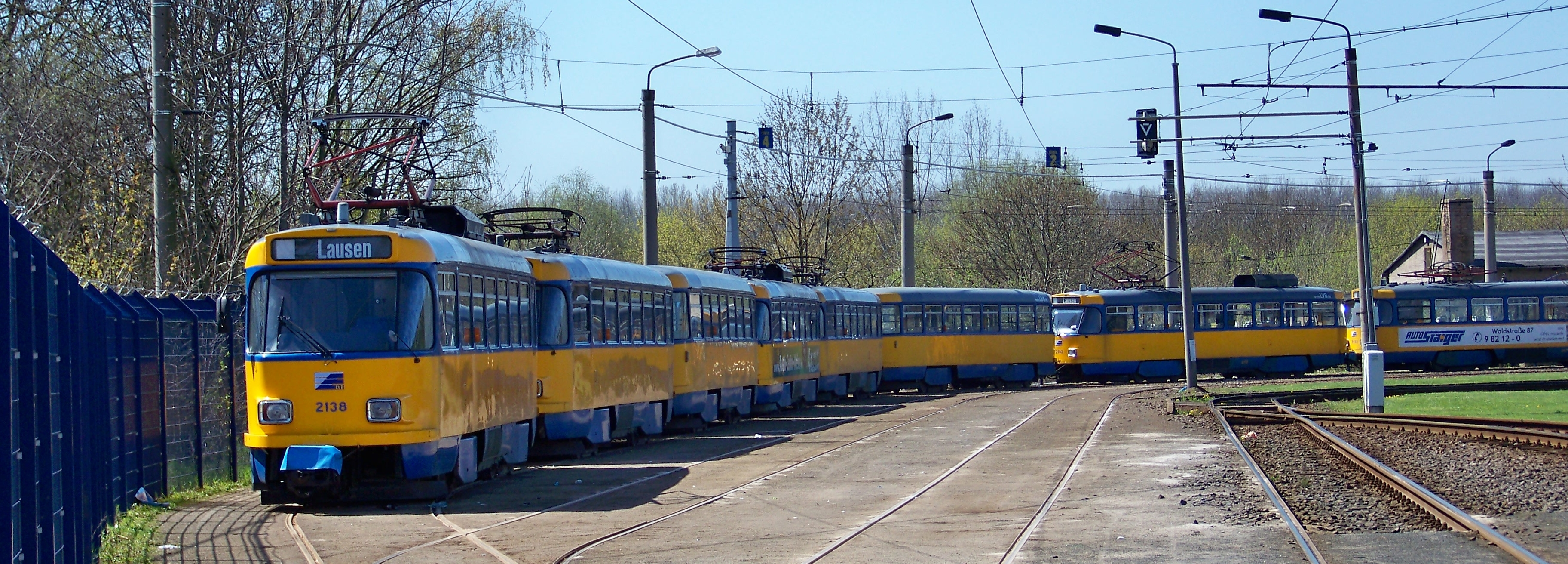
Лаузен

### Лаузен
Лаузен був відкритий 28 вересня 1986 року і сьогодні вміщує частину рухомого складу, який використовується на лініях 1 і 2.

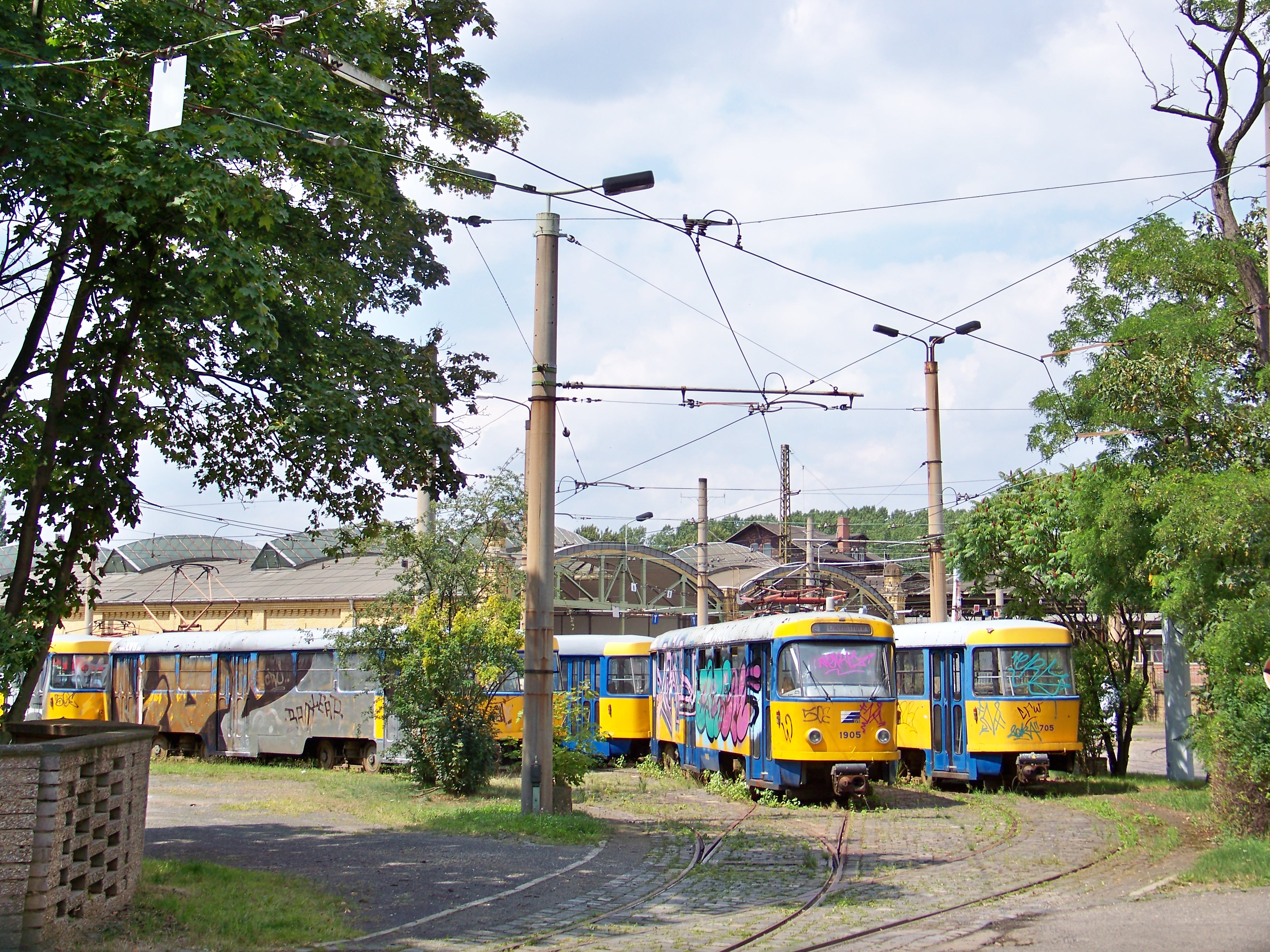
Трамвайне депо Лойцш із знятим з експлуатації Tatra T4D (2009)

### Лойцш
24 березня 1908 року GLSt відкрила депо Лойцш. Деякі з транспортних засобів, що стояли в Лінденау, тепер можна було перемістити сюди. Перед першою світовою війною було розширено складські колії та розширено двоколійну кінцеву зупинку. У 1968 році останні транспортні засоби, що використовувалися для лінії 27, були переведені в депо Ангербрюкке, і таким чином операції з депо Лойцш на час припинилися. Починаючи з 26 вересня 1982 року, після встановлення нових складських приміщень та майстерні для реманенту Tatra, тут знову стояли трамваї. З 18 липня 1991 року депо Лойцш втратило свою «самодостатність» і стало філією Angerbrücke Depot. 27 травня 2001 року, діяльність Leutzsch Depot знову припинилася. Під час реконструкції Angerbrücke Depot з 2003 по 11 червня 2005 року Лойцш пережило «відродження», коли тут довелося розмістити запаси, призначені для ліній 3, 7, 8 і 15. Після повторного відкриття Ангербрюке депо Лойцш простоює.

### Лінденау
На місці сучасного автобусного депо Лінденау в 1899 році було створено трамвайне депо та майстерню. За рік уже було збудовано електростанцію та додатковий трамвайний навіс. У 1907 році було побудовано третій трамвайний навіс із перевантажувальним столом. Після будівництва нових депо останні трамвайні вагони, що працювали на лінії P, були переведені до депо Пробстхейда. У 1924 році в Гінтерфельді була відкрита ще одна майстерня, більшість колій з’єднана новою передавальною платформою. 

Майстерні Лінденау могли бути закриті після відкриття нової головної майстерні в Гайтербліку в серпні 1927 року. Три колії між двома навісами, відкриті в 1899 році, все ще існують і з 27 березня 1984 року з'єднані реверсивним трикутником («зіркою») з Лютцнерштрассе. У депо Лінденау з 1938 по 1975 роки знаходилися тролейбуси.

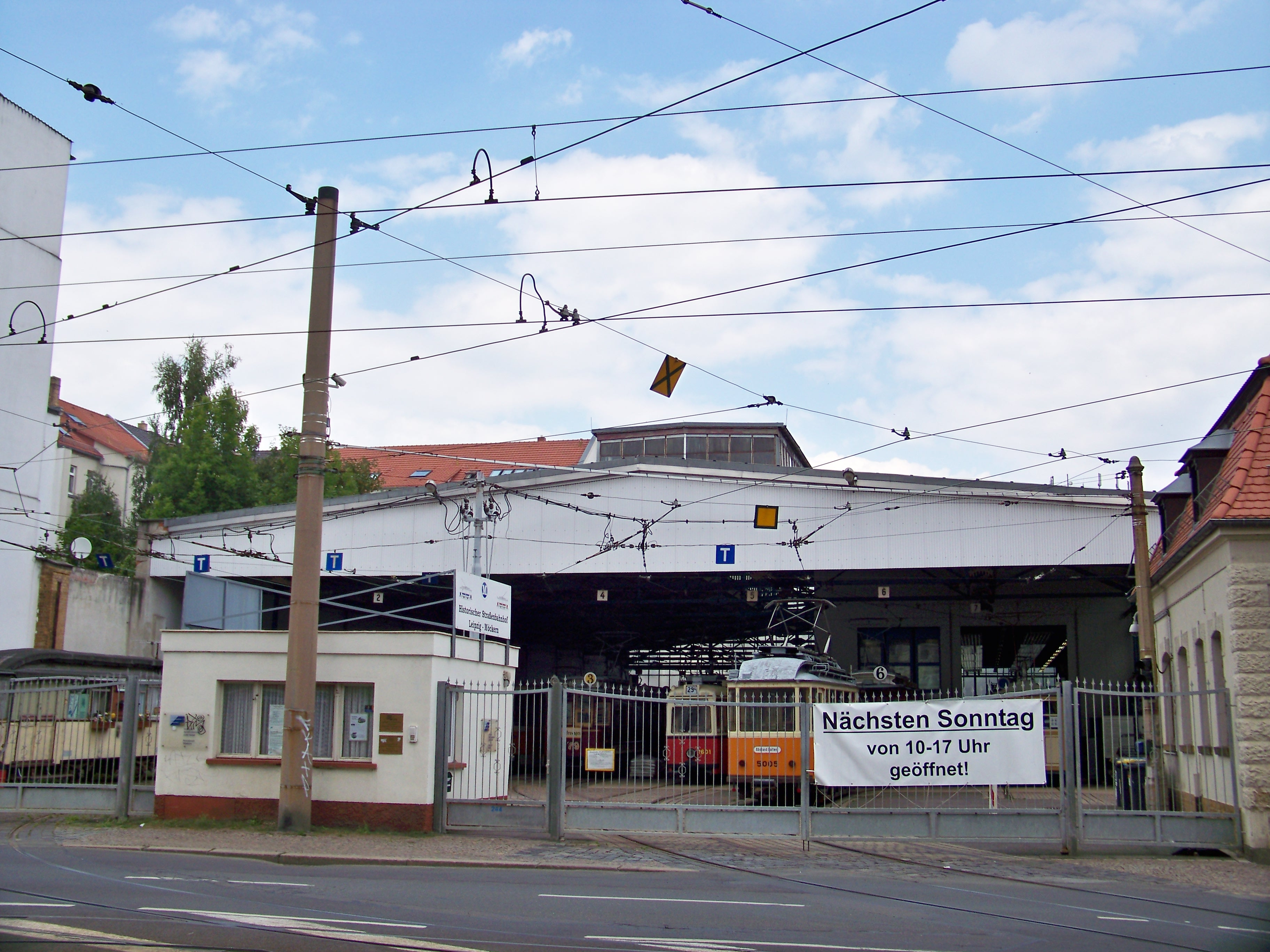
Музей в колишньому депо Мекерн

### Мекерн
Кінцева станція на місці майбутнього депо була побудована вже в 1905 році. Трамвайний навіс і майстерня були відкриті 1 липня 1907 року. Приблизно до 1924 року трамваї могли дістатися до двох з чотирьох колій депо тільки по пересадочній платформі. У 1909 році був відкритий другий чотириколійний трамвайний навіс. До 1926 року трамваї лінії 10 використовували маневрові колії депо.
19 березня 1972 року у депо був пожар, а з жовтня знову стояли трамваї. Майстерня була знову відкрита лише в 1986 році, але з того часу вона змогла вмістити склад Tatra. Востаннє депо використовувалося для роботи наприкінці 1990-х років. З того часу депо отримало нове призначення в ролі трамвайного музею. Наприкінці сезону 2018 року всі історичні трамвайні вагони були перевезені з Мекерна до нового трамвайного музею в колишньому депо на Віттенбергерштрассе, і використання як трамвайного депо припинилося через 111 років.

### Паунсдорф

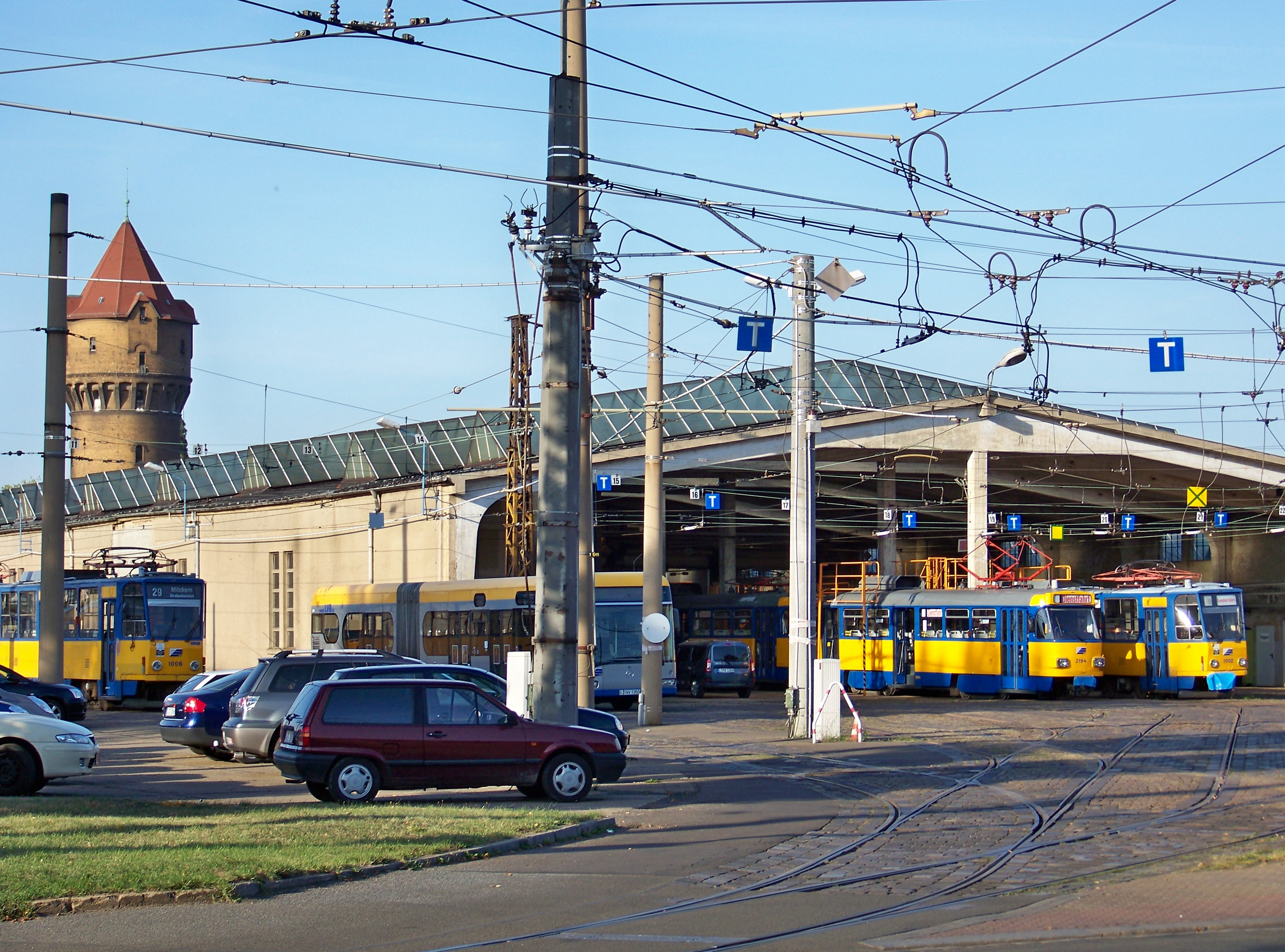
Депо Паунсдорф

Було відкрито 1 червня 1913 року. Воно згоріло дотла 23 червня 1920 року. Лише в 1922 році трамвайні сараї можна було знову відкрити для зберігання старих трамваїв, але не для зберігання активного рухомого складу. Проте з 1 жовтня 1924 року трамваї знову базувалися в Паунсдорфі. 9 червня 1926 року було урочисто відкрито другу трамвайну станцію. У 1965 році відкрито майстерню. У 1978 році шляхи сполучення з містом були підключені до західної частини депо, і була відкрита велика петля навколо депо. Додаткові сполучні колії були відкриті в 1987 році. Лінії 3, 7 і 8, а також деякі автобуси, сьогодні базуються на станції Паунсдорф.

### Плагвіц
24 грудня 1881 року LPE відкрила нове депо в Плагвіці. Після розширення старого сараю в 1889 році одну з конюшень було перетворено на трамвайну стоянку в 1895 році, а іншу в 1897 році. Заклад знову розширили в 1908 році. Транспортні засоби, що працювали на лінії F, базувалися тут до 1917 року. Плагвіц перестав використовувався як діюче депо з 4 грудня 1925 року, коли було відкрито нове депо Ангербрюкке.

### Реудніц
Перше трамвайне депо в Лейпцигу та головний офіс компанії LPE знаходилися в депо на Dresdner Straße. Воно використовувалось для першої лінії кінного трамвая, відкритої 18 травня 1872 року. Через п'ять років довелося розширити трамвайний навіс. Після електрифікації депо 2 березня 1897 року конюшні були розібрані. У травні 1910 року був відкритий новий трамвайний навіс. Третій навіс, до якого трамваї могли дістатися лише з Täubchenweg, був відкритий у 1926 році.

Депо було закрито 6 травня 1998 року після майже 126 років експлуатації через зниження пасажиропотоку після політичного перелому 1989 року та скорочення розміру трамвайного парку. На депо Паунсдорф було достатньо вільної ємності для транспортних засобів, що базувалися в Ройдніці. 

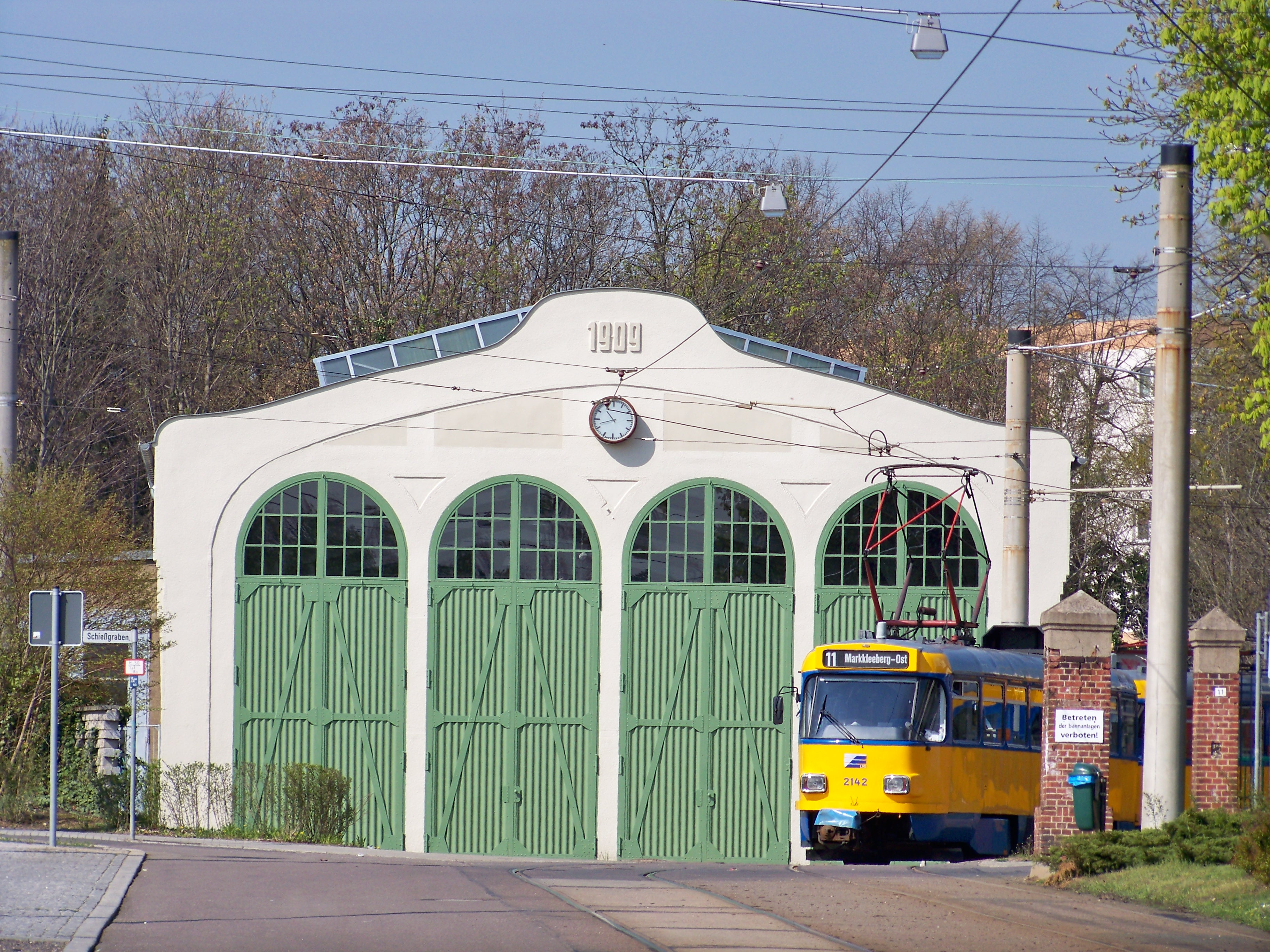
Колишнє депо Шкойдіц

### Шкойдіц
Було відкрито 27 жовтня 1910 року. Кінцева петля була побудована нещодавно в 1958 році. LVB закрив депо близько 2001. Декілька років не використовувався для розміщення трамваїв, але розміщував колекцію музейних трамваїв. Згодом ця колекція була перевезена до Мекерна.

### Штеттериц
15 травня 1898 року LESt відкрила додаткове «депо ночівлі». До 1908 року було побудовано другий трамвайний навіс. До 1917 року транспортні засоби, що працювали на лінії 6, були переведені до депо Пробсхайда, і Штеттеріц більше не використовувався як робоча база. GLSt знову відкрив це депо між 1924 і 1926 роками, але лише як філію Reudnitz Depot. Після цього компанія використовувала це приміщення для зберігання вибракуваного рухомого складу. Під’їзні колії були перебудовані в 1929 році, а з’єднувальні колії були змінені, щоб звернутись до центру міста (landwärtiger). З грудня 1943 року до початку 1950-х років тут обслуговували трамваї 6 і 7 ліній, а також причепи 4 лінії. LVB закрило депо Stötteritz у 1957 році.

### Віттенбергерштрассе

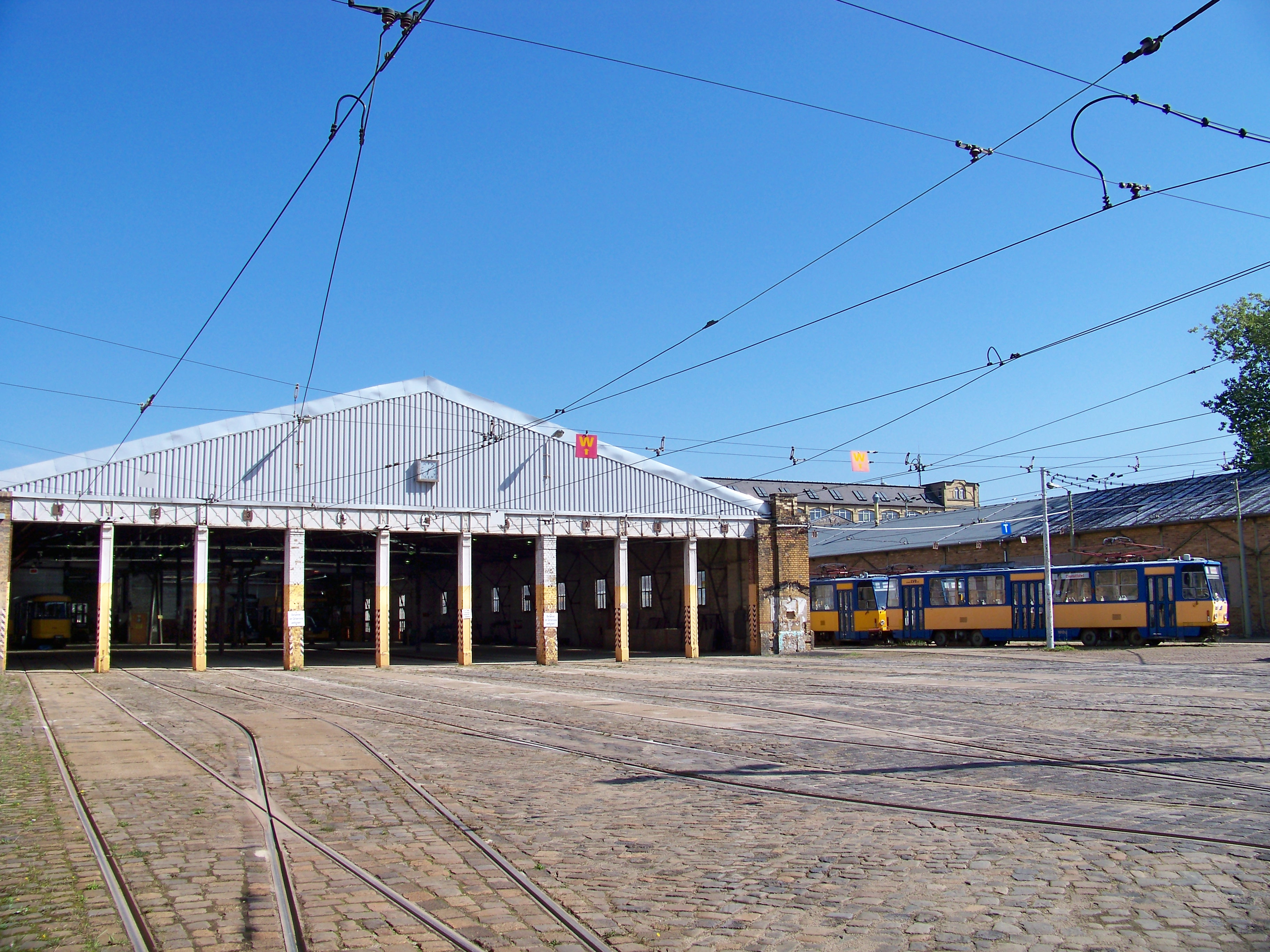
Трамвайне депо Віттенбергерштрассе

20 травня 1896 року LESt відкрив це депо поблизу центру міста. Спочатку воно мало два трамвайних навіси з майстернею між ними. Це можна отримати лише за допомогою таблиці перенесення. Усі об’єкти спочатку були пов’язані лише з Віттенбергерштрассе. 20 серпня 1898 року було відкрито передавальний стіл у задній частині об’єкта, який з’єднує всі колії трамвайного навісу. В жовтні 1909 року була відкрита перша сполучна колія між Апельштрассе та Віттенбергерштрассе.
4 грудня 1943 року депо було значною мірою зруйноване бомбардувальниками союзників. Лише одна частина майстерні залишилася придатною для використання. У 1945 році було розчищено частину колишнього трамвайного навісу, який сполучався з Апельштрассе, і створено новий відкритий склад. Депо можна було знову використовувати для розміщення трамваїв, які використовувалися лише з 1949 року.
Масштабна реконструкція почалася в 1964 році. Модернізована майстерня була знову відкрита 8 листопада 1992 року. Наприкінці 2000-х років депо було перетворено на складське приміщення та остаточно закрито наприкінці 2015 року. У 2019 році депо було знову відкрито як нове місце для Лейпцизького трамвайного музею, і тепер воно є домом усіх історичних трамвайних вагонів міста.

## Рухомий склад
Всього станом на 21 жовтня 2023 року в складі LVB регулярного обслуговування перебували:
| Тип                     | LVB-Typ       | Номери                                         | Виробник                       | Рік побудови | Ширина каретки (мм) | Примітки                                                                                    |
| ----------------------- | ------------- | ---------------------------------------------- | ------------------------------ | ------------ | ------------------- | ------------------------------------------------------------------------------------------- |
| 0T4D-M (Tatra)          | 33c, 33d, 33k | 2055–2089 (mit Lücken), 2102–2148 (mit Lücken) | ČKD                            | 1981–1984    | 2200                | 1992–2000 модернізований колишній T4D, тип 33a                                              |
| 0NB4 Niederflurbeiwagen | 68a, 68b      | 901–943                                        | Bombardier                     | 2000–2002    | 2200                | 939–943: 2013 ex Rostock, 901–938: 2011–2018 Umbau zu Typ 68a (Einsatz hinter NGT8 möglich) |
| 0NGT8                   | 36, 36a       | 1101–1156                                      | DWA/Siemens                    | 1994–1998    | 2200                | з 2016 часткове перетворення на тип 36a (можливе використання з NB4)                        |
| 0NGTW6L (Leoliner)      | 37a, 37b      | 1303–1350                                      | LFB/HeiterBlick                | 2003–2011    | 2300                |                                                                                             |
| 0NGT12LEI (Classic XXL) | 38, 38a       | 1201–1233                                      | Bombardier                     | 2005–2012    | 2300                |                                                                                             |
| 0NGT10 (XL)             | 39            | 1001–1061                                      | Solaris/seit 2020 auch Stadler | 2016–2022    | 2300                |                                                                                             |

Десятиліттями трамвайна мережа Лейпцига дозволяла використовувати лише вагони шириною 2200 мм. Це значення вже було встановлено Лейпцизькою кінною залізницею. За винятком перших версій пізніших типів 1 і 2, їхні вагони зазвичай були на 2020 мм нижчими, а однокінні транспортні засоби мали лише 1970 мм завширшки. Як і в багатьох німецьких містах, можливість збільшити відстань між коліями під час реконструкції після Другої світової війни не була використана. Лише з будівництвом маршрутів із власною колією для відкриття нових зон розвитку та реконструкцією порівнянних зовнішніх маршрутів, починаючи з 1970-х років, відстань між коліями почала збільшуватися. Через підвищені платформи, які були побудовані з початку 1990-х років, щоб відповідати вагонам шириною 2200 мм типів 36 і 68, вагони типів 37 і 38 з трохи більшою шириною 2300 мм довелося встановити в нижній частині. Наступний тип вагона, який планується ввести в експлуатацію з 2024 року, буде шириною 2400 мм. Ці ширші транспортні засоби можна вільно використовувати лише на тих лініях, маршрути яких уже повністю перетворено на міжосьову відстань щонайменше 2,80 метра. Наразі це стосується лише лінії 16, але також має бути досягнуто для лінії 15 до моменту поставки першої серії транспортного засобу. Лінії 11 і 3 будуть відповідно оновлені у другій половині 2020-х років, а решту мережі планується зробити доступною до 2035 року.

### Tatra T4D-M/B4D-M/B4D-NF
Tatra T4D становив основу трамвайного парку Лейпцига ще за часів НДР. Вагони курсують як одиночним вагоном, так і зчепленою трамвай-системою з двох вагонів. 
Між 1991 і 1998 роками останні 167 T4D і 45 B4D були переобладнані в дві серії в головній майстерні Heiterblick, щоб сформувати T4D-M (тип 33c/d/e) і B4D-M (65c). Крім того, між 1995 і 2000 роками було додатково модернізовано три додаткові вагони для заміни транспортних засобів типу 33c, які були зняті з експлуатації через аварії.
У 2018 році Лейпциг продав 20 вживаних трамваїв українському місту Дніпро для використання на його трамвайних маршрутах. 

З початкових кількох сотень вагонів і колясок лише 30 вагонів перебували в активній експлуатації з кінця 2021 року, але їх було здебільшого знято з планового регулярного обслуговування влітку 2022 року через нестачу персоналу. Поступове повернення до нормального руху з весни 2023 року також повернуло вагони Tatra до регулярних операцій у шкільні дні, насамперед під час індивідуальних шкільних екскурсій та курсів HVZ на лініях 7, 8, 10, 16. Однак позапланові операції є досі на всіх них можливі в будь-який час, і вони часто використовуються, коли не вистачає трамваїв. 

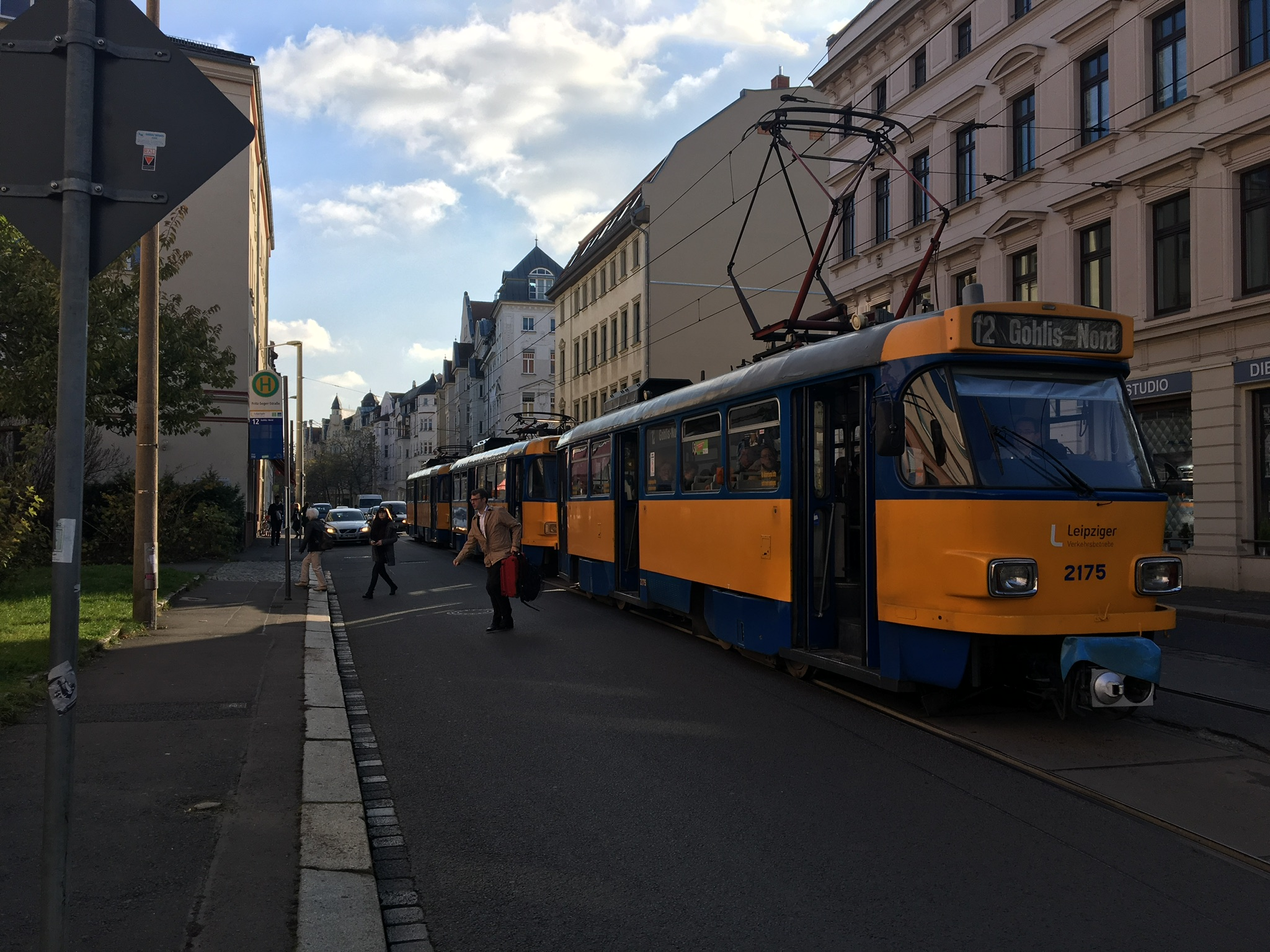
Tatra на зупинці Fritz-Seger-Str., 2017 рік

### NGT8
NGT8 виявився занадто малим для багатьох ділянок, які мали великий попит. У вихідні дні, коли попит був нижче, їх використання на рубежі тисячоліть було набагато активнішим – майже по всій мережі.  

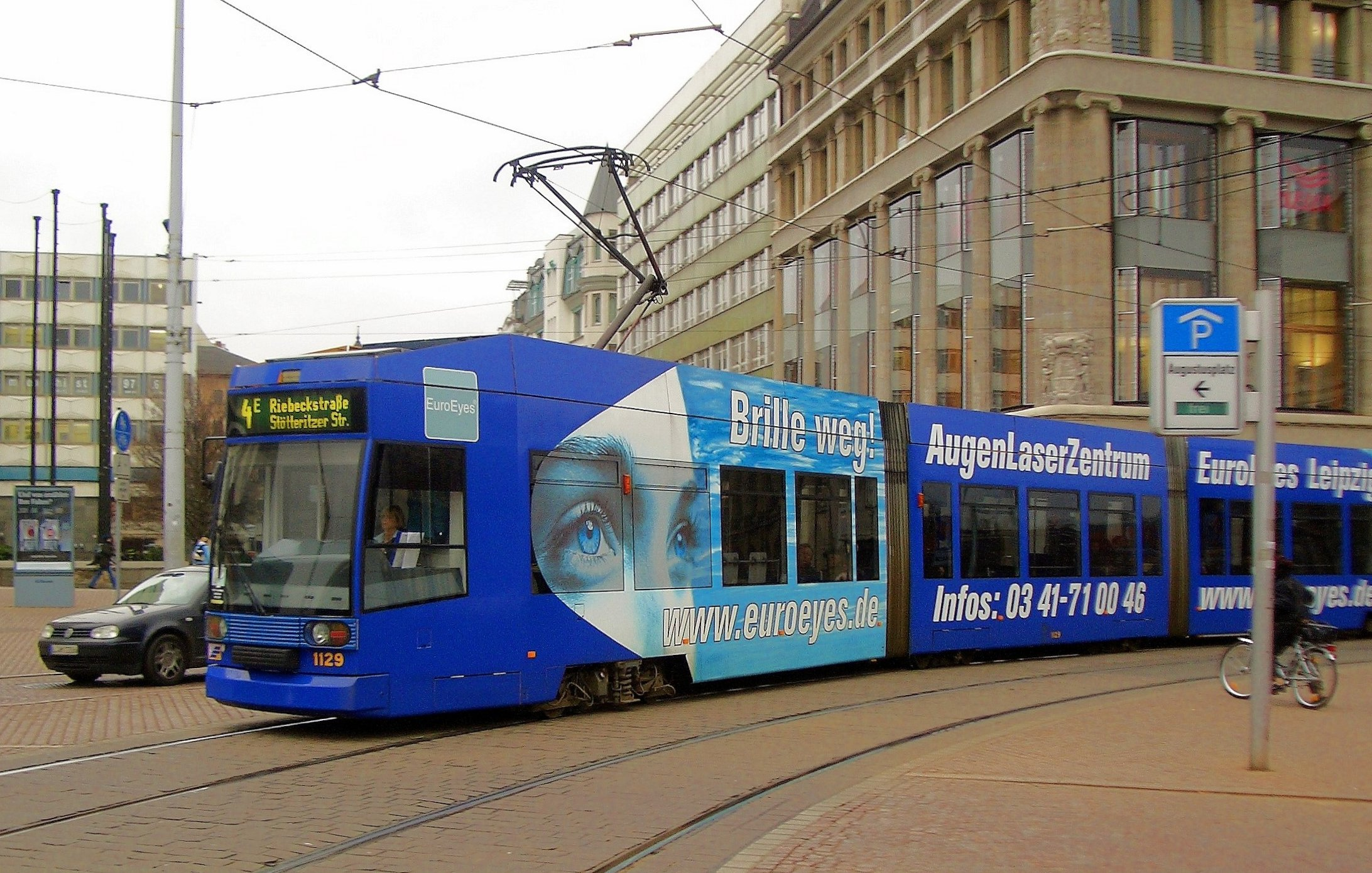
NGT8 на Августусплац, 2005 рік
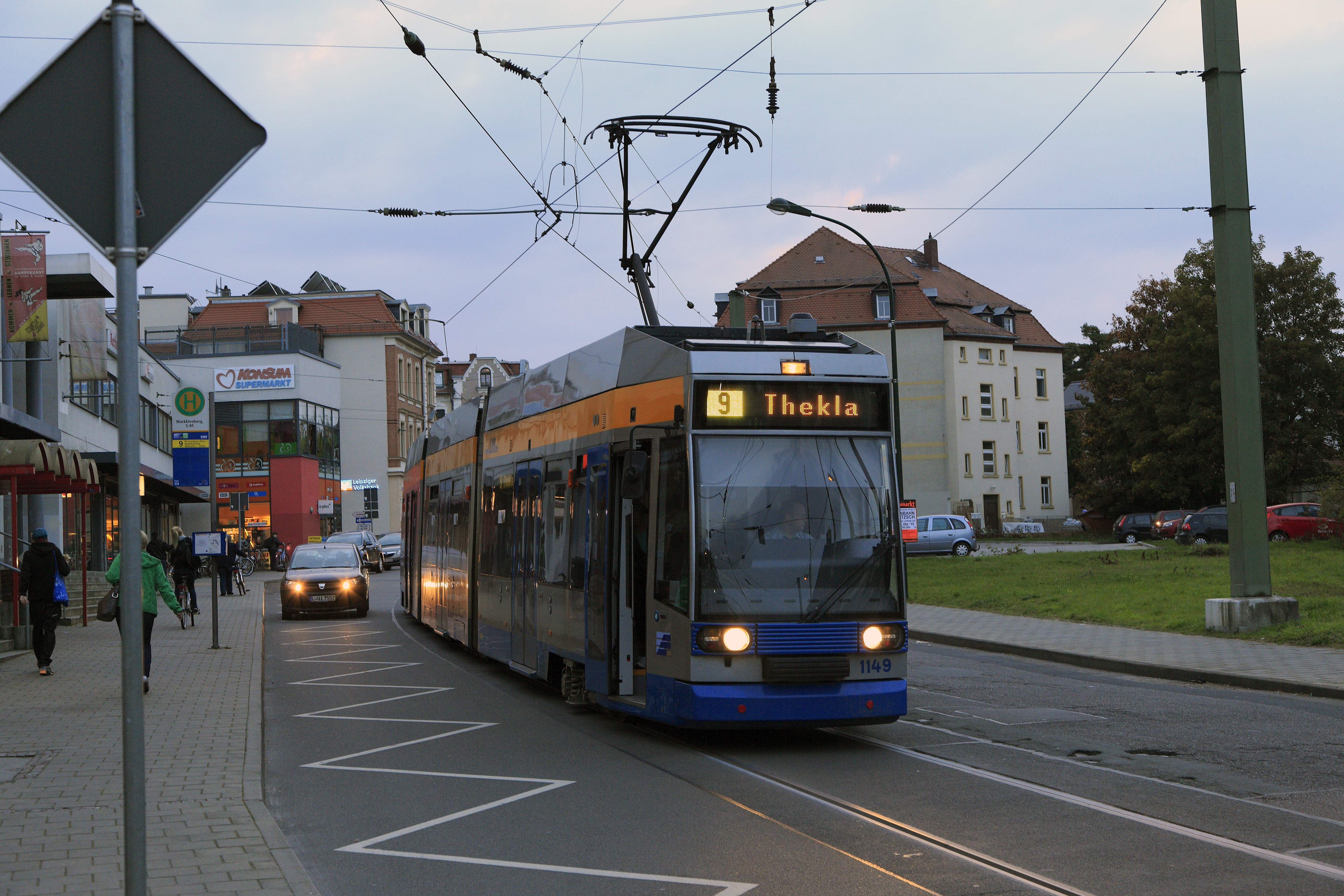
NGT8, 2012 рік
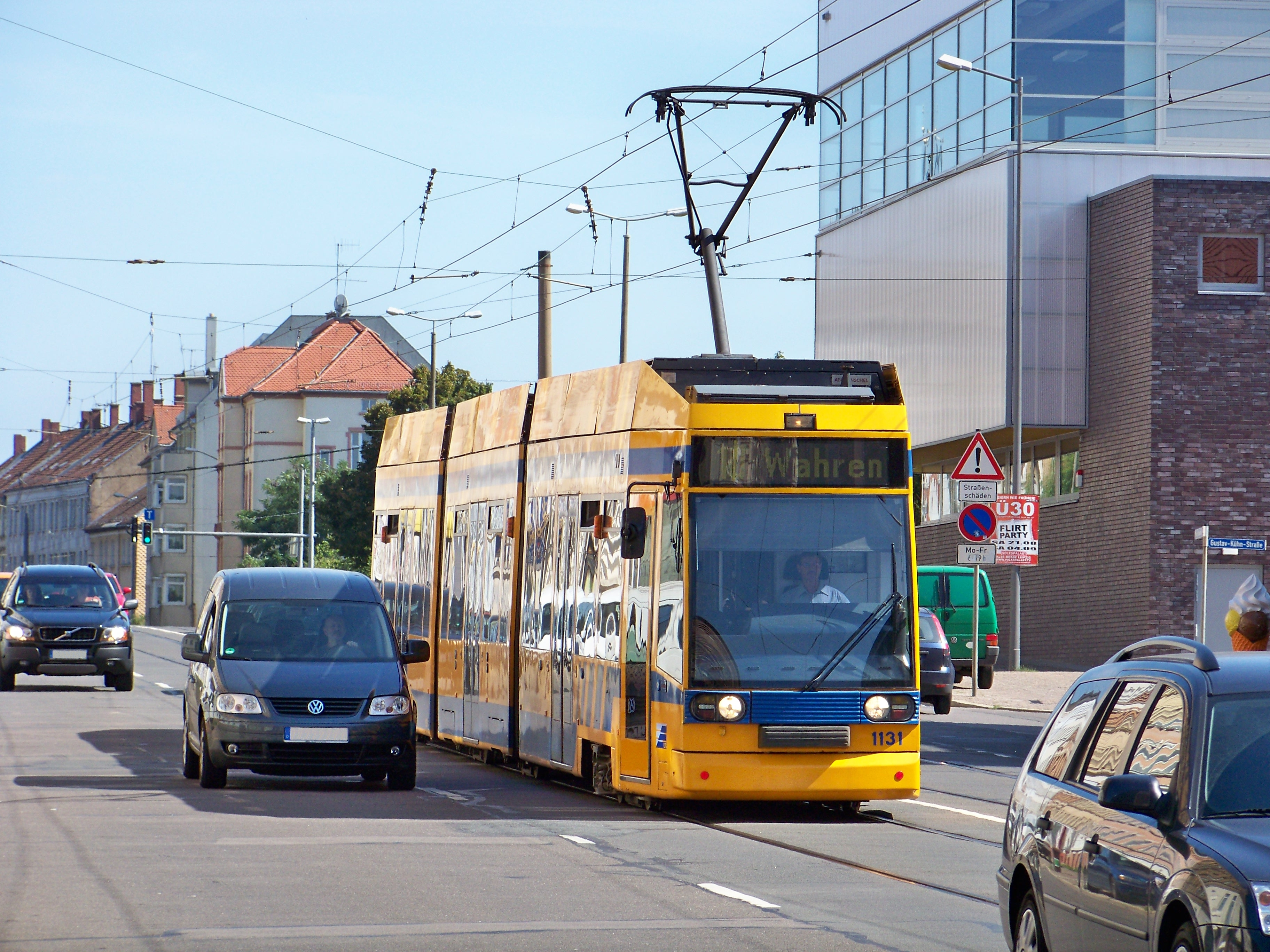
NGT8, 2010 рік

### NB4
Оскільки використання високопідлогових Tatra T4D-M/B4D-M є непростим або взагалі неможливим для маломобільних пасажирів, було прийнято рішення закупити 38 низькопідлогових вагонів NB4 від виробника Bombardier як LVB Type 68.

У 2013 році з Ростока було прийнято п’ять майже ідентичних вагонів, які були адаптовані до умов Лейпцига та введені в експлуатацію в 2014 році. 

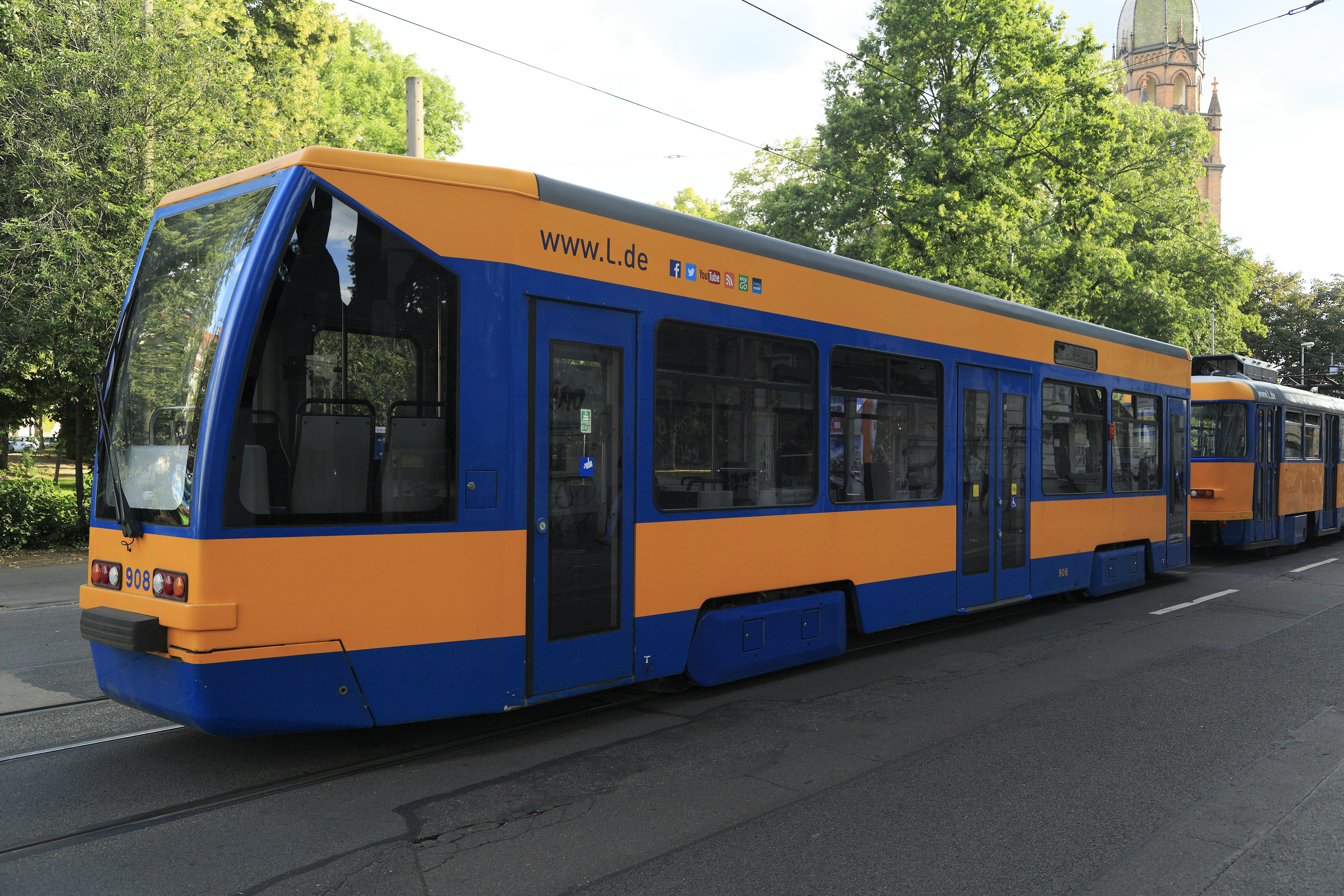
NB4 на лінії 7, 2016 рік

### NGTW6LLeoliner
Оскільки NGT8 виявився занадто малим для багатьох ліній у Лейпцигу, а закупівля нових транспортних засобів була фінансово недоцільною у великому масштабі, було вирішено самостійно розробити трамвайний вагон NGTW6L під назвою Leoliner. Вагони призначені для зчеплення для гнучкого використання і в основному використовуються як подвійні одиниці в мережі Лейпцига.
У 2004 році перші два прототипи були використані на лінії 11E. Після внесення деяких змін в конструкцію після етапу випробувань, з грудня 2005 року транспортна компанія Лейпцига поступово отримала 30 серій автомобілів, які значно відрізнялися від прототипів як зовні, так і технічно.
23 січня 2009 року транспортна компанія Лейпцига оголосила, що буде замовлено ще 18 Leoliner, які зараз експлуатуються. У перші роки використання 50 автомобілів не виявилися такими стабільними, як очікувалося. Різні види пошкоджень (зокрема, візків) неодноразово призводили до тривалого стояння окремих вагонів, іноді на кілька років.

Лінію 7 можна розглядати як основну лінію Leoliner, на якій вона постійно використовувалася з моменту введення в експлуатацію, навіть якщо обсяги сильно коливалися між окремими роками розкладу. З введенням в експлуатацію другої серії в 2010 році лінія 3 була додана як другий бажаний район роботи. Крім того, протягом багатьох років соло-вагони використовувалися щодня на лінії 14 і у вихідні дні на лініях 2 і 8. Однак у 2022 році, після виходу з експлуатації останнього прототипу, що залишився, планове використання соло-вагонів було нарешті припинено, і Leoliner використовувалися лише з тих пір подвійна тяга переважно використовується на лініях 3 і 7, а іноді і на інших лініях.

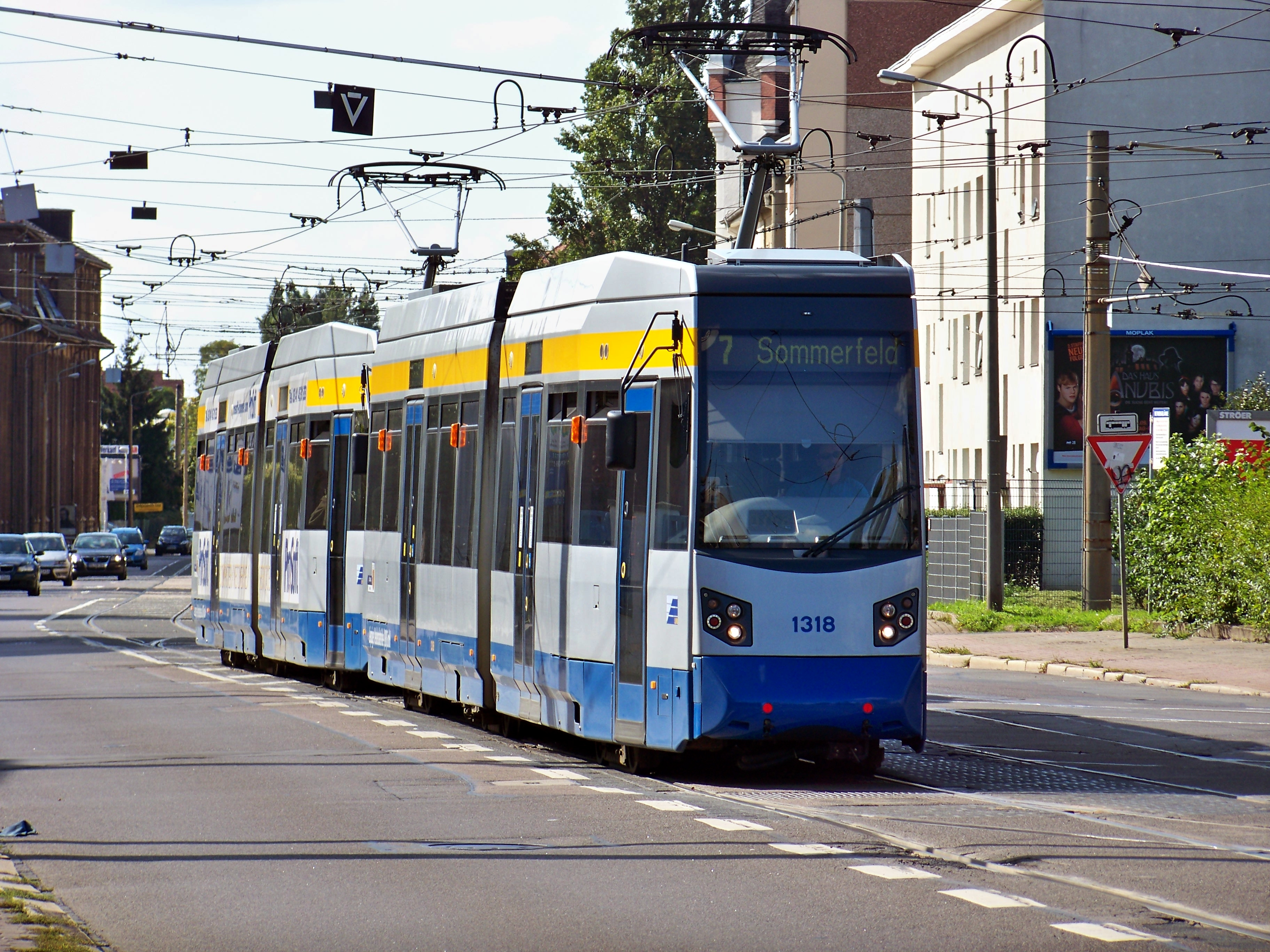
Leoliner на Різаерштрассе, 2010 рік
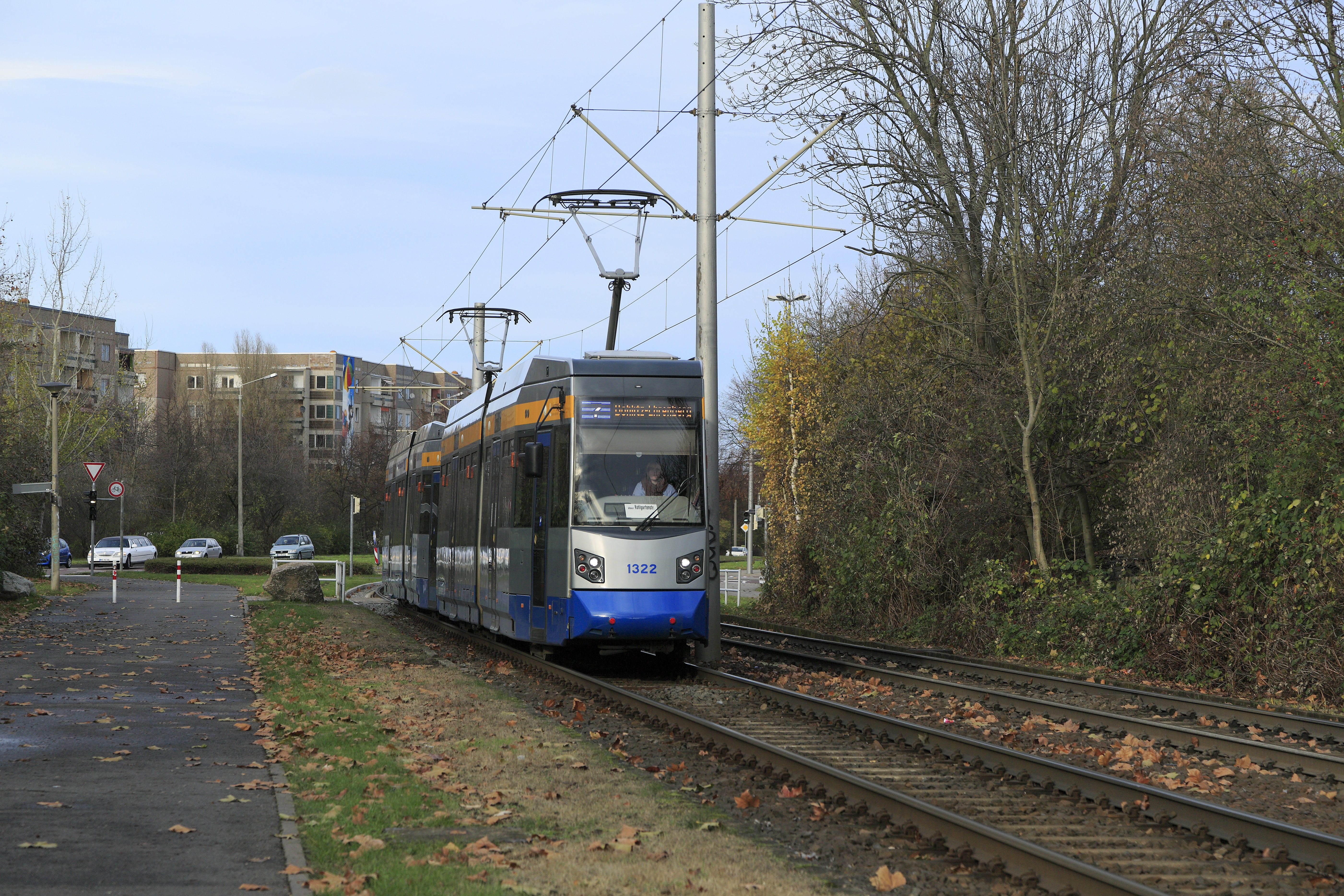
Leoliner на лінії 7, 2016 рік

### NGT12-LEIclassicXXL
З 2005 по 2007 рік було поставлено загалом 24 екземпляри 45-метрових NGT12-LEI з низькою підлогою. Транспортні засоби, також відомі в Лейпцигу під назвою classicXXL, належать до серії Flexity Classic від виробника Bombardier Transportation. З 2010 по 2012 рік з’явилося ще 9 LEI NGT12 загальною вартістю 29 мільйонів євро.

Оскільки транспортні засоби LVB мають найбільшу місткість, вони з самого початку були призначені для використання на лініях 11, 15 і 16 і часом обслуговували виключно ці лінії. Часто їх використовували на інших лініях, особливо на лінії 7, яка була також користується великим попитом. Зараз парк зосереджений на лініях 11/11E та 15, які майже повністю обслуговуються NGT12.

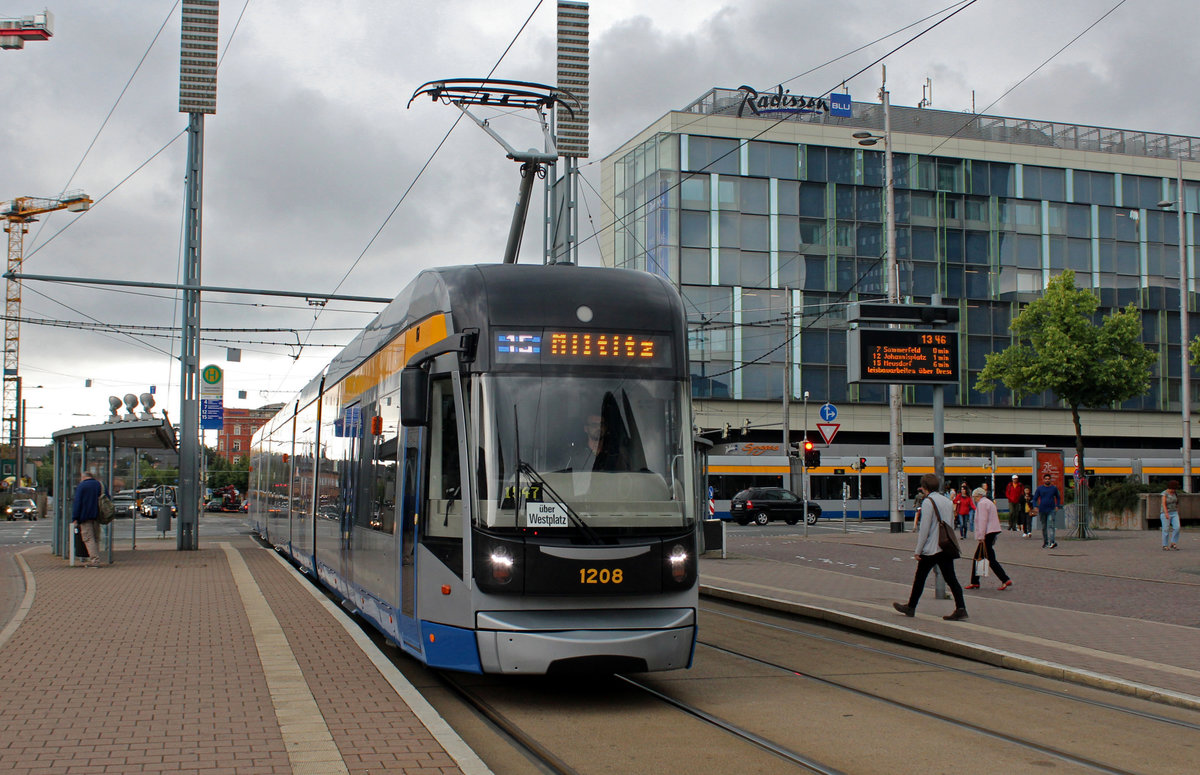
NGT12-LEI на Августусплац, 2017 рік
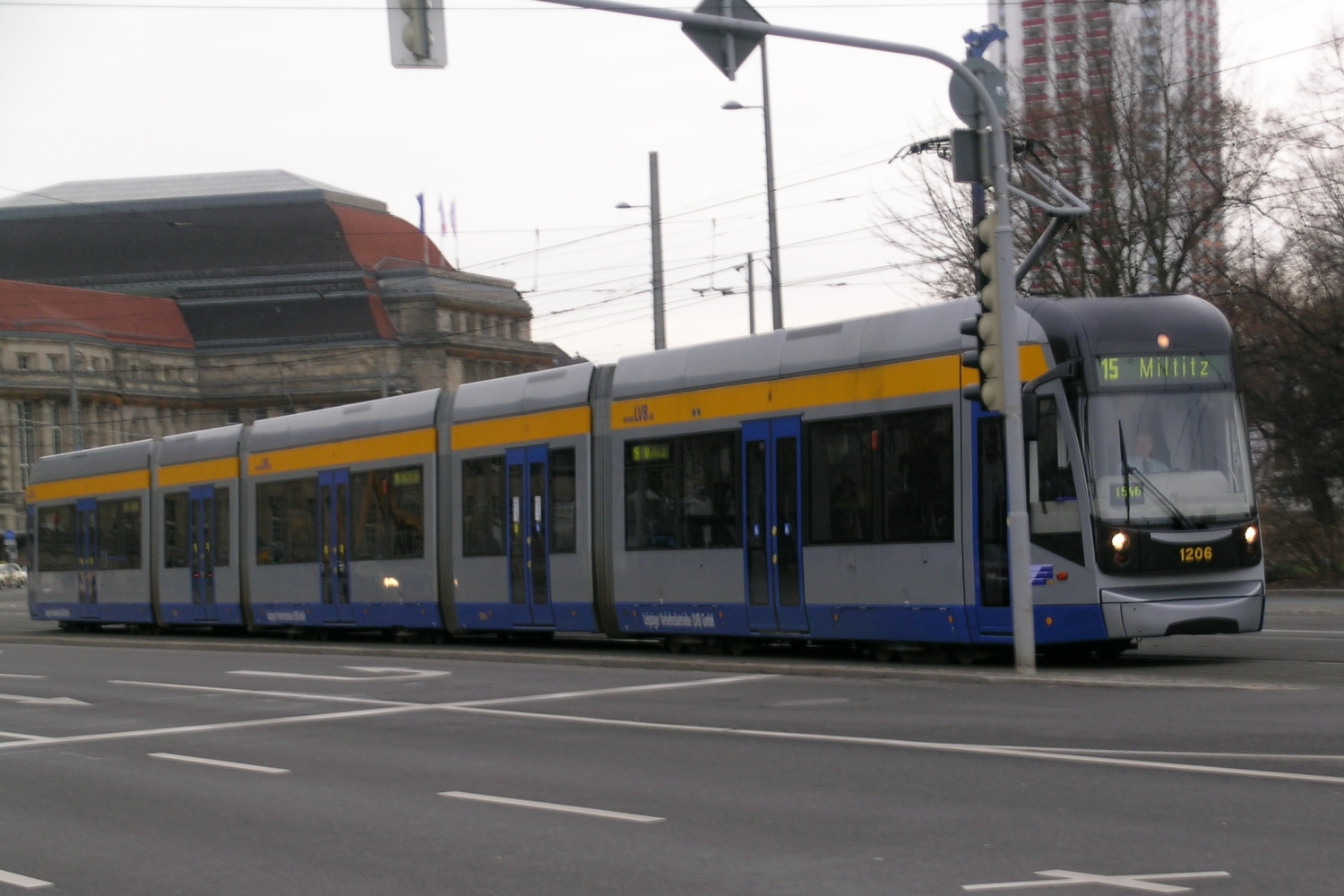
NGT12-LEI на Виллі-Брандт-Платц
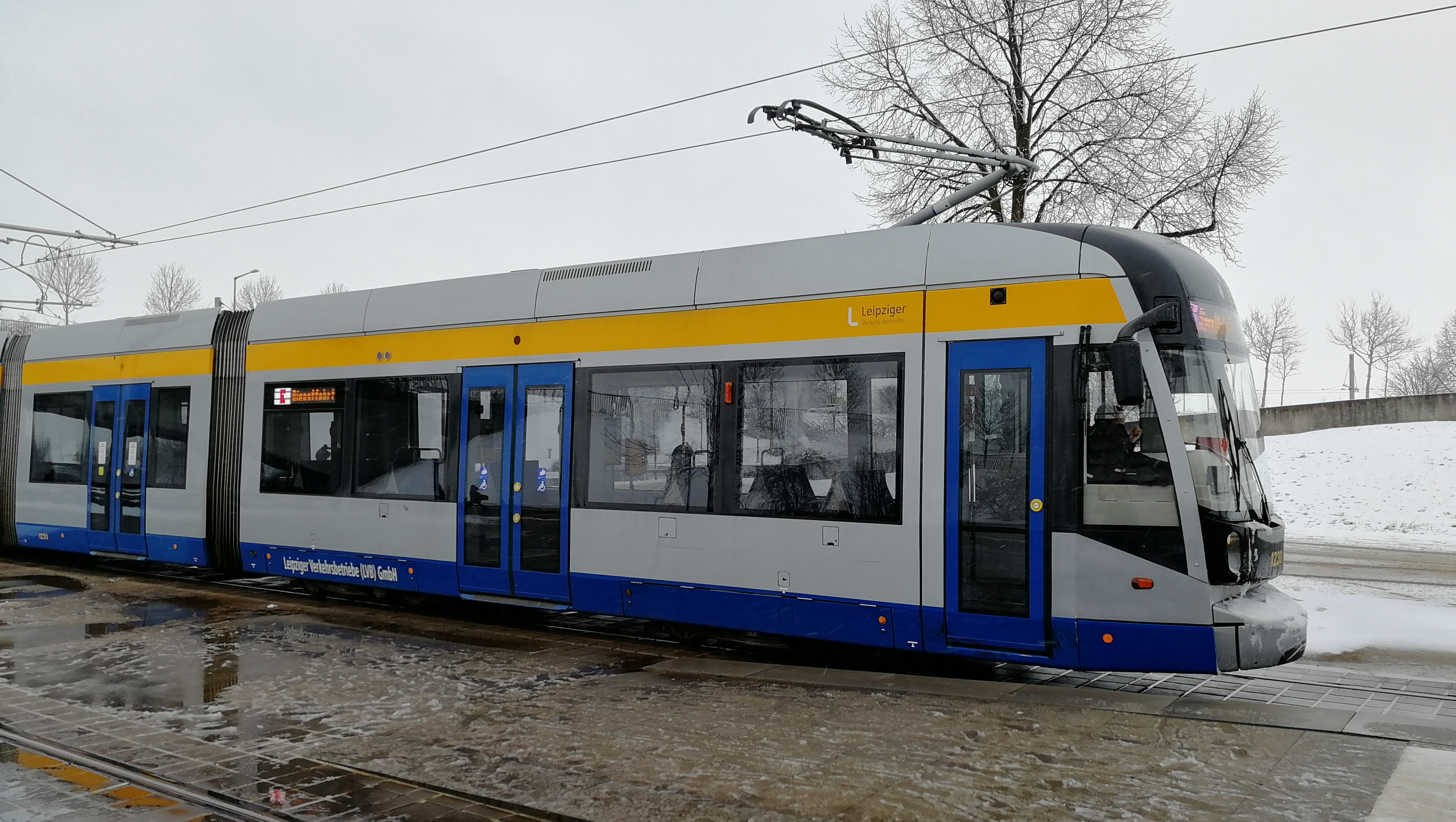
NGT12-LEI, 2018 рік
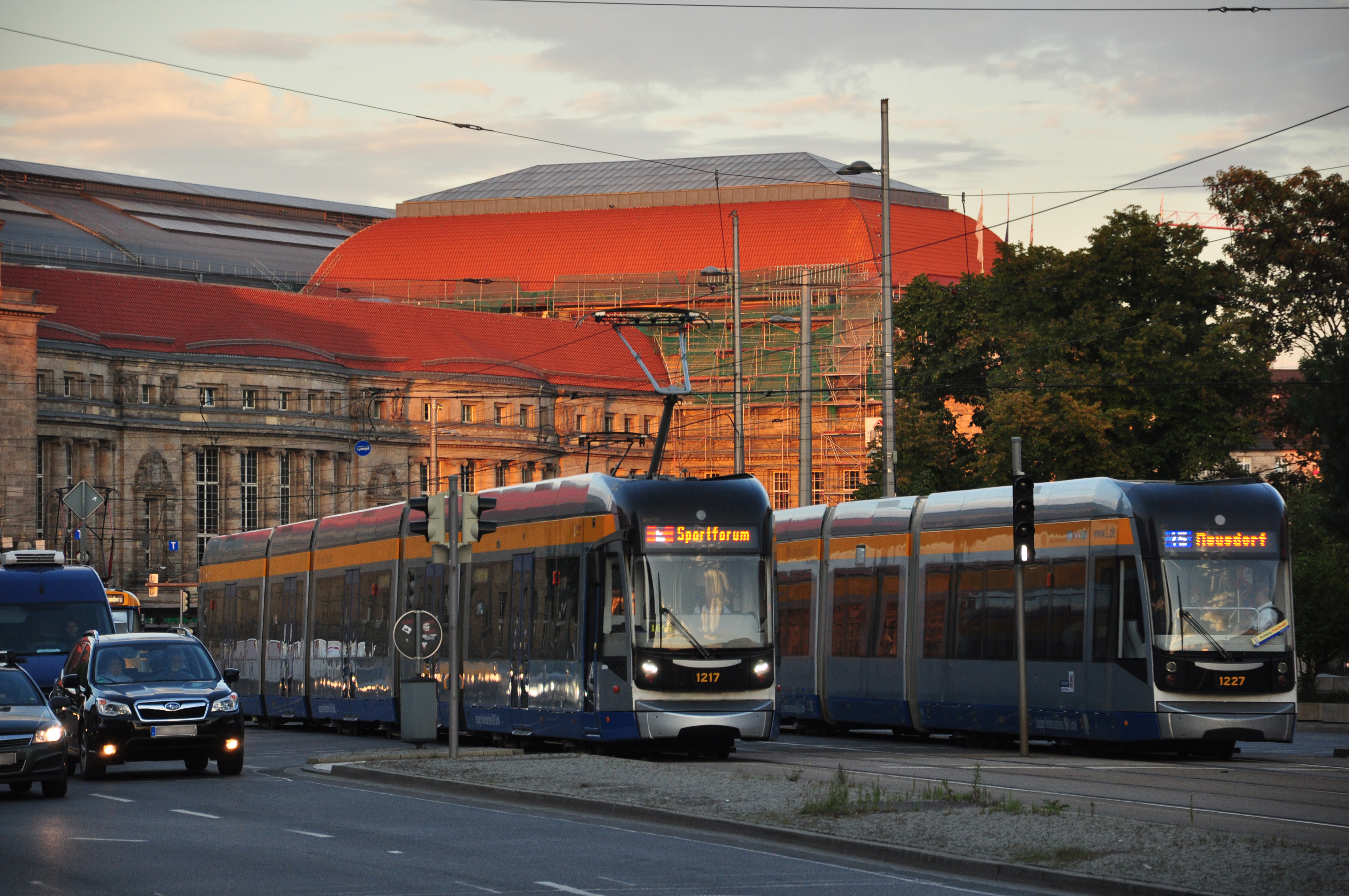
NGT12-LEI, 2016 рік

### NGT10-XL
26 березня 2015 року LVB замовив у польського виробника Solaris Bus & Coach п’ять передсерійних моделей із опцією придбання 36 додаткових одиниць протягом наступних п’яти років. Перший низькопідлоговий автомобіль був доставлений 21 грудня 2016 року. Їх ширина становить 2,30 метра, а довжина – 38 метрів. Один транспортний засіб може перевозити до 220 пасажирів. На відміну від інших Tramino, лейпцизькі вагони — це не багатошарнірні вагони з жорсткою віссю, а справжні візкові вагони. Кожен з двох кінцевих вагонів агрегату їздить на двох моторних візках. Середня секція встановлена на кожному внутрішньому кінці. Середній шарнір підтримується на візку Якобса. Підлога автомобіля піднята на одну сходинку над візками двигуна, і вона постійно низькопідлога в двох середніх частинах, включаючи сусідні з’єднання. Загальний обсяг замовлення складає близько 120 мільйонів євро. Кожен новий вагон замінить два вагони Tatra. 13 липня 2017 року перший вагон LVB тип 39 1002 відправився в пасажирське сполучення на 4 лінії. Вагони були схильні до поломок після того, як вони були введені в експлуатацію, і не є такими стабільними, як очікувалося. Тим не менш, було повторно замовлено 20 додаткових транспортних засобів (1042-1061), які були вироблені компанією Stadler, були поставлені з літа 2020 року разом із рештою 18 одиницями початкового замовлення та надійшли в повну регулярну експлуатацію протягом літа 2022 року.

Згідно з планом, лінії 1, 2, 3, 4 і 16, а також дві нічні лінії N10 і N17 обслуговуватимуться переважно або виключно NGT10. Вони також використовуються на лінії 12 у неділю та державні свята.

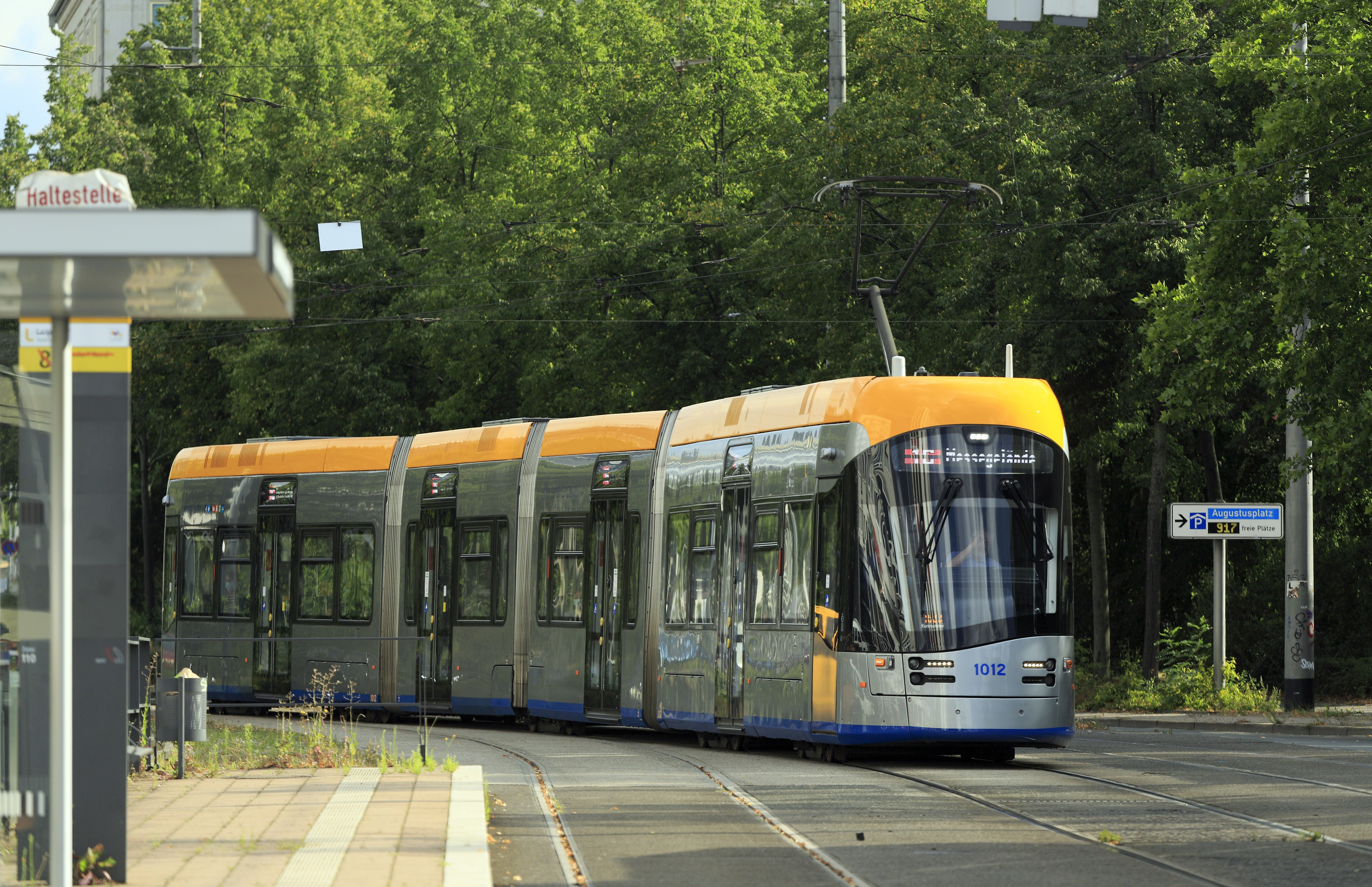
NGT10-XL на лінії 16
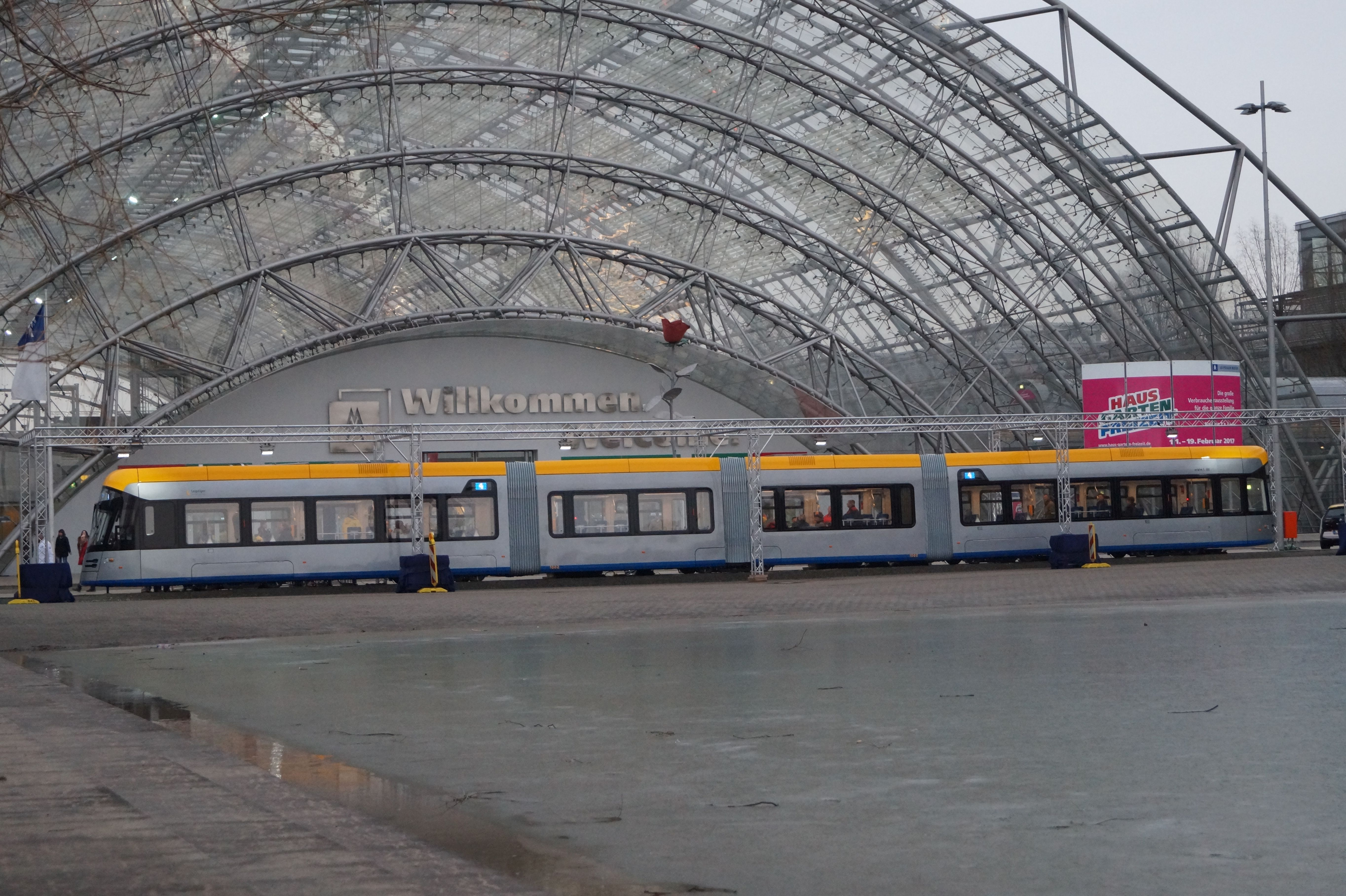
NGT10-XL у виставковому центрі Лейпцига, 2017 рік
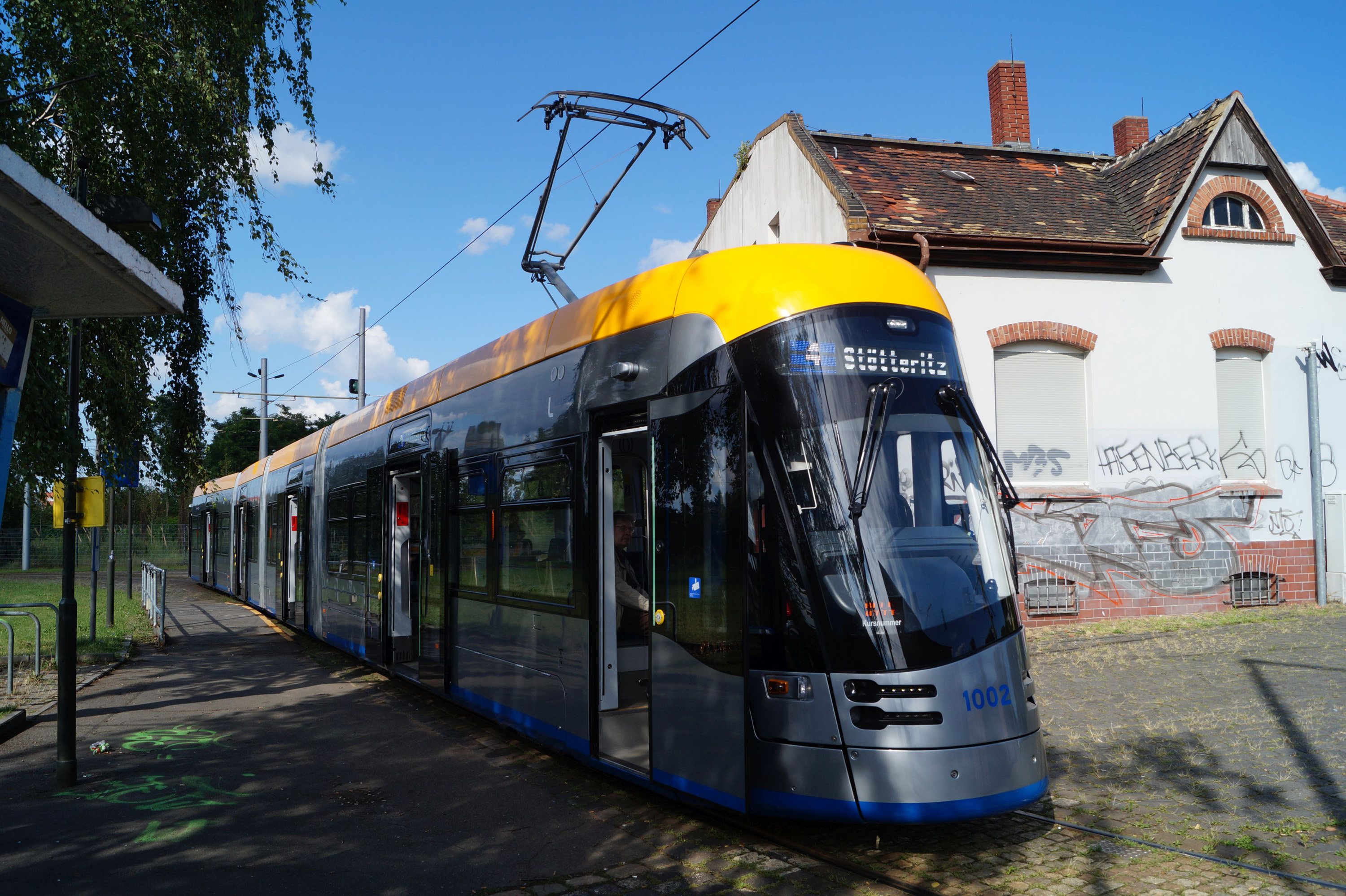
NGT10-XL в Лейпциг-Голіс, 2017 рік
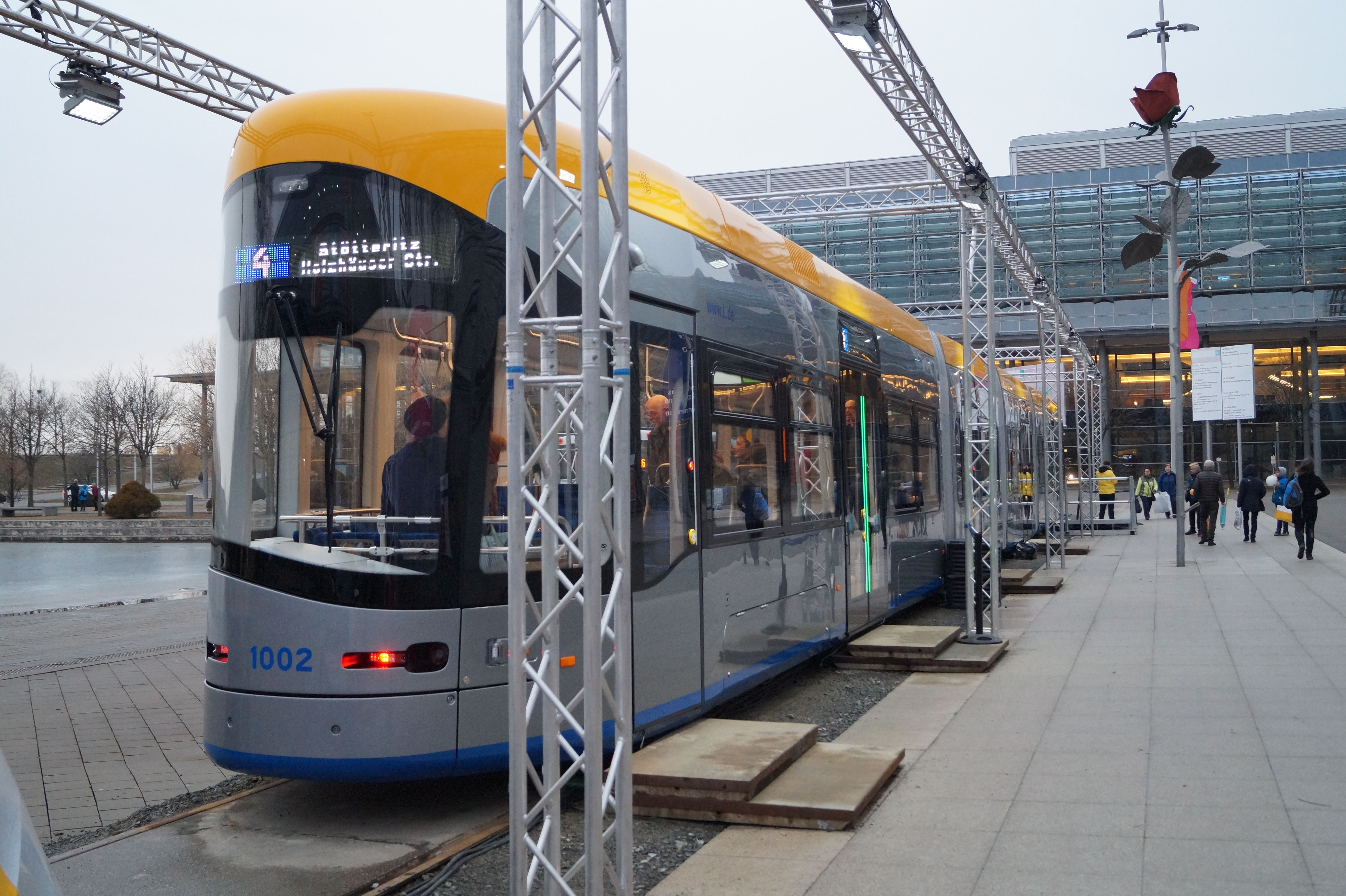
Задня частина NGT10-XL
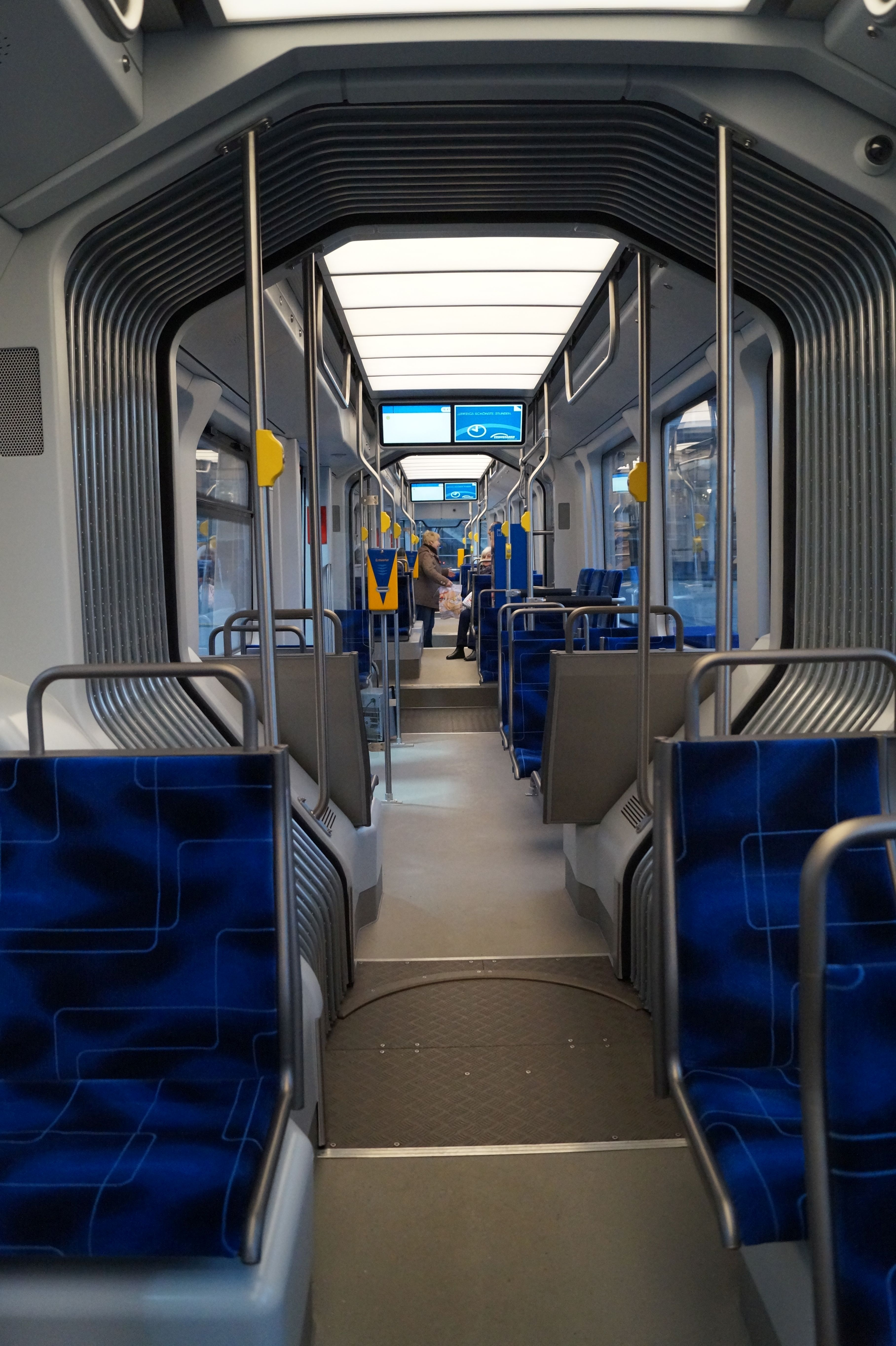
Внутрішній вигляд NGT10-XL
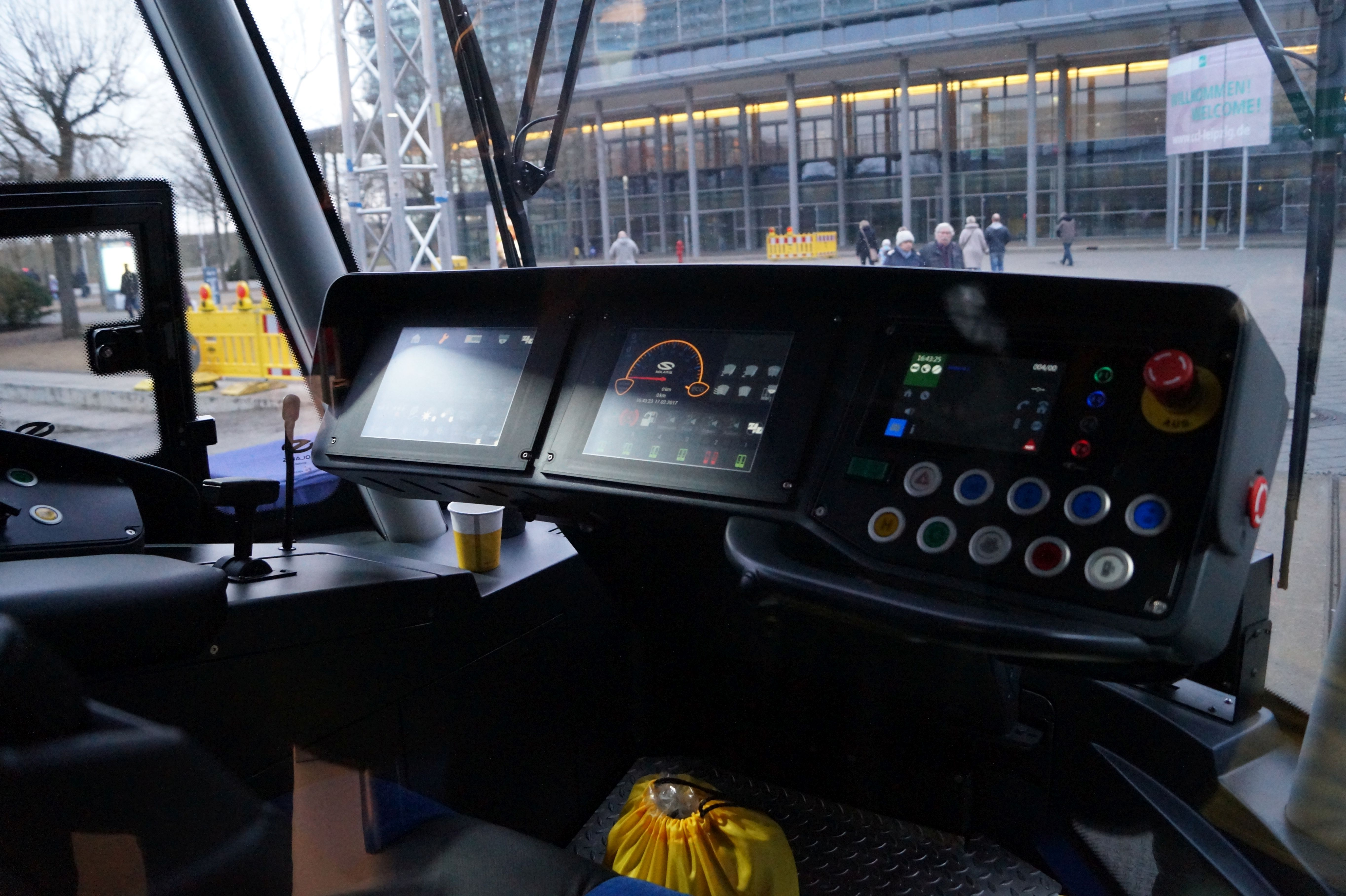
Кабіна водія в NGT10-XL

## Розвиток

### Доступність
Нещодавно було проведено два важливі заходи з модернізації або переобладнання з метою забезпечення безбар’єрного доступу до транспортних засобів. Після встановлення нових бортових пристроїв ITCS моделі Trapeze ITT усі транспортні засоби можуть автоматично відтворювати оголошення про лінію та пункт призначення через зовнішні гучномовці як допомогу в орієнтації для пасажирів із вадами зору, коли вони прибувають на зупинку. Крім того, в рамках проекту, який був підготовлений у координації з місцевими асоціаціями інвалідів, усі вагони з низькою підлогою та коляски NB4 були обладнані решітками для проїзду на двостулкових пасажирських дверях, які зменшують щілину між вагоном. корпус і край платформи до мінімуму. Разом з тим ліквідовано наявні раніше пандуси, які доводилося розкладати вручну водійському персоналу. Метою цього заходу було забезпечити самостійний в’їзд і виїзд інвалідів-візочників.

## Галерея

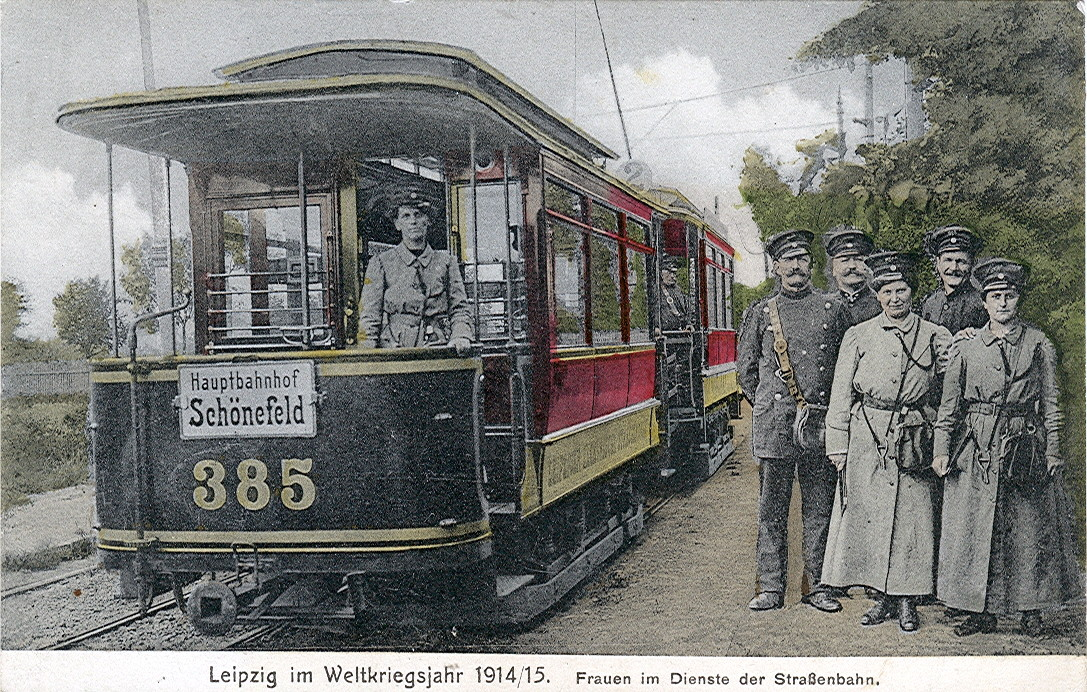
Листівка з підписом «Лейпциг у роки Першої світової війни 1914/15. Жінки на службі в трамваї»
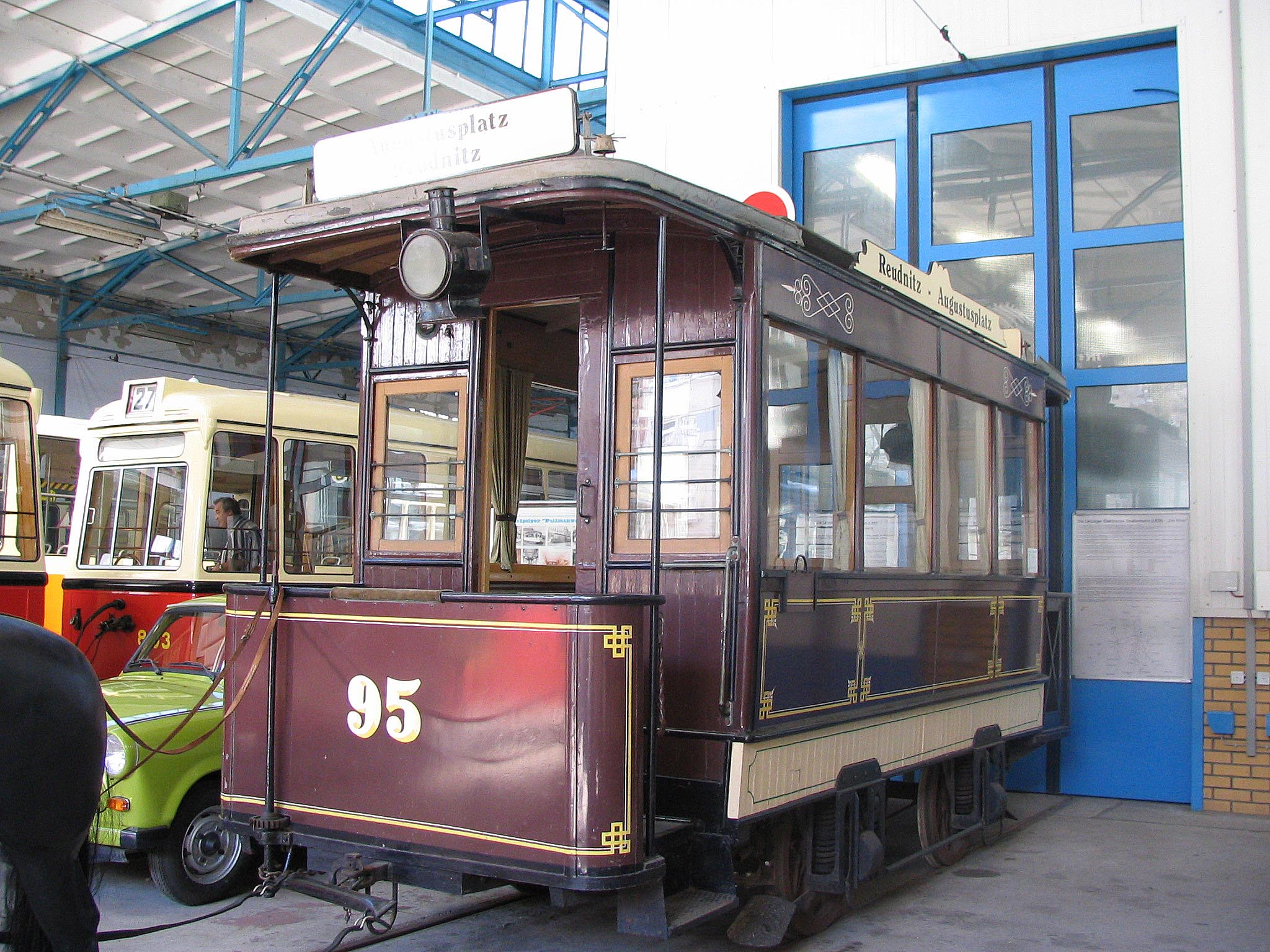
Кінний трамвай LPE в трамвайному депо Мекерн
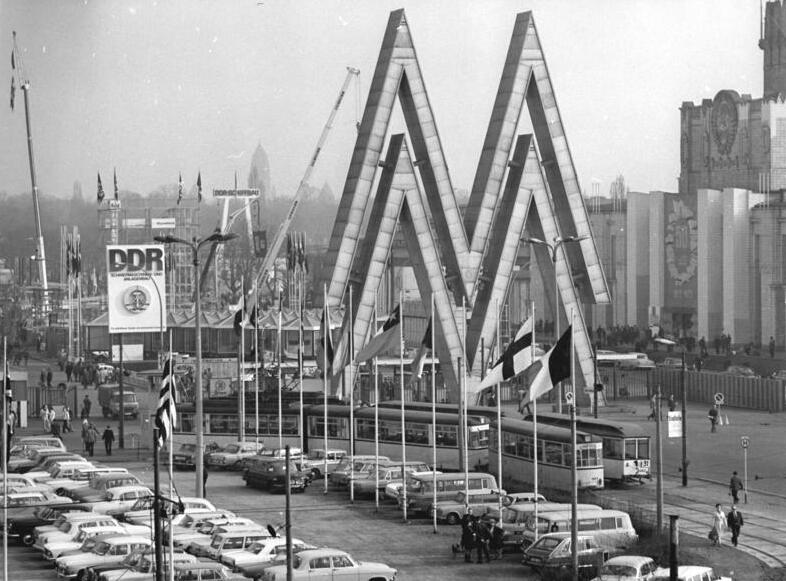
Трамваї використовуються для доставки пасажирів на Лейпцизький Ярмарок, 1972 рік
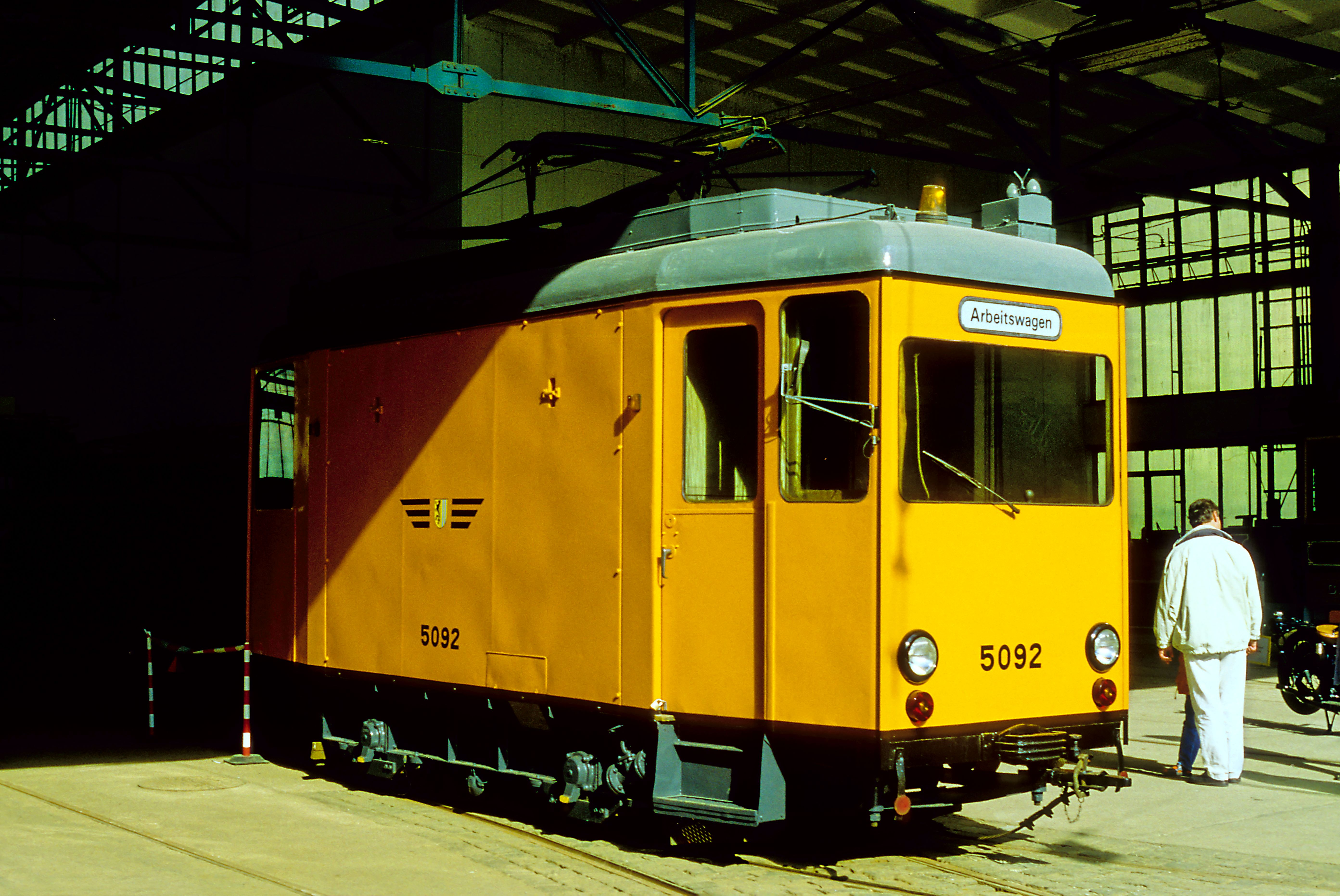
Машина для шліфування рейок типу 44III
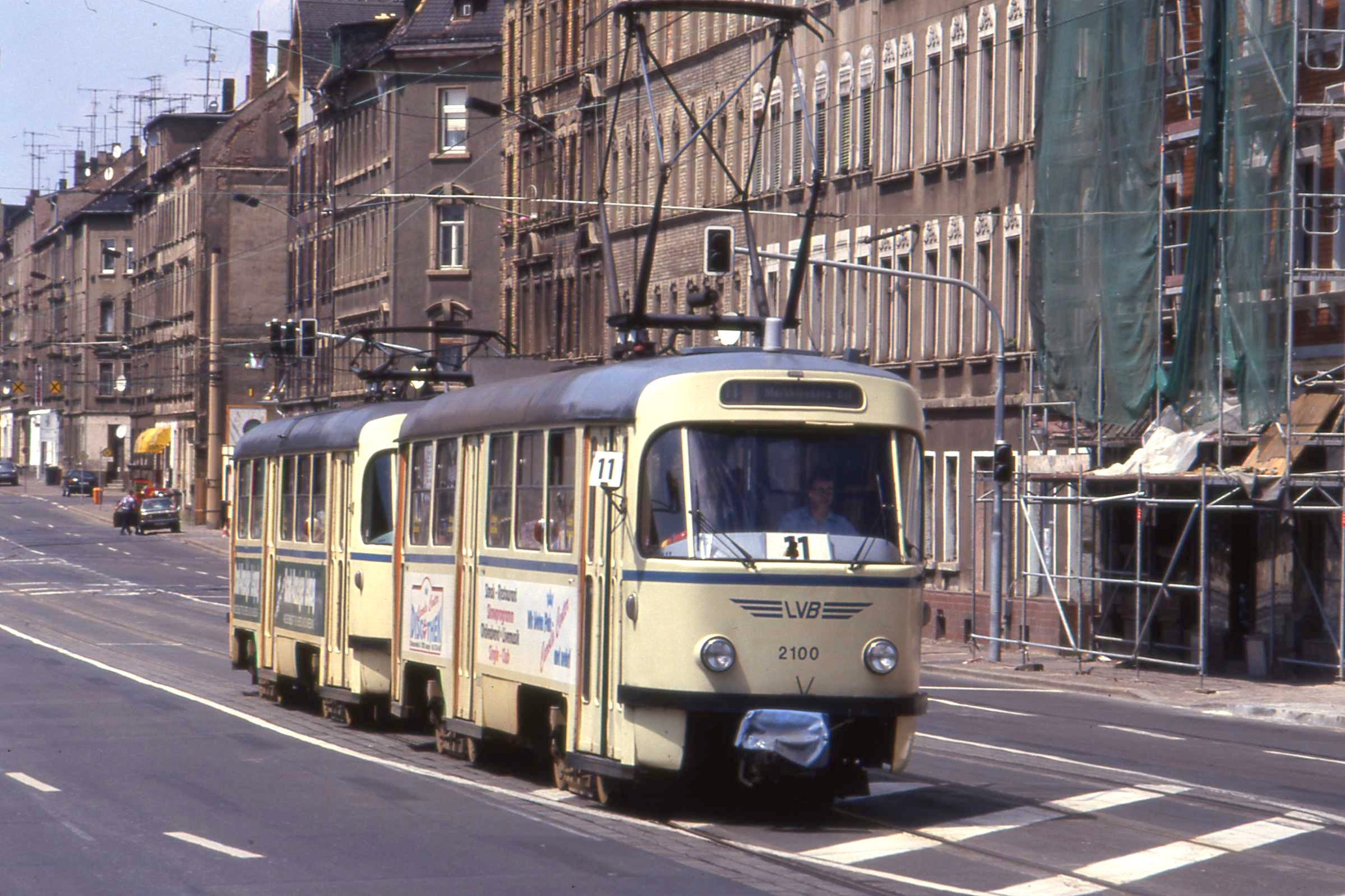
Tatra T4D, червень 1993
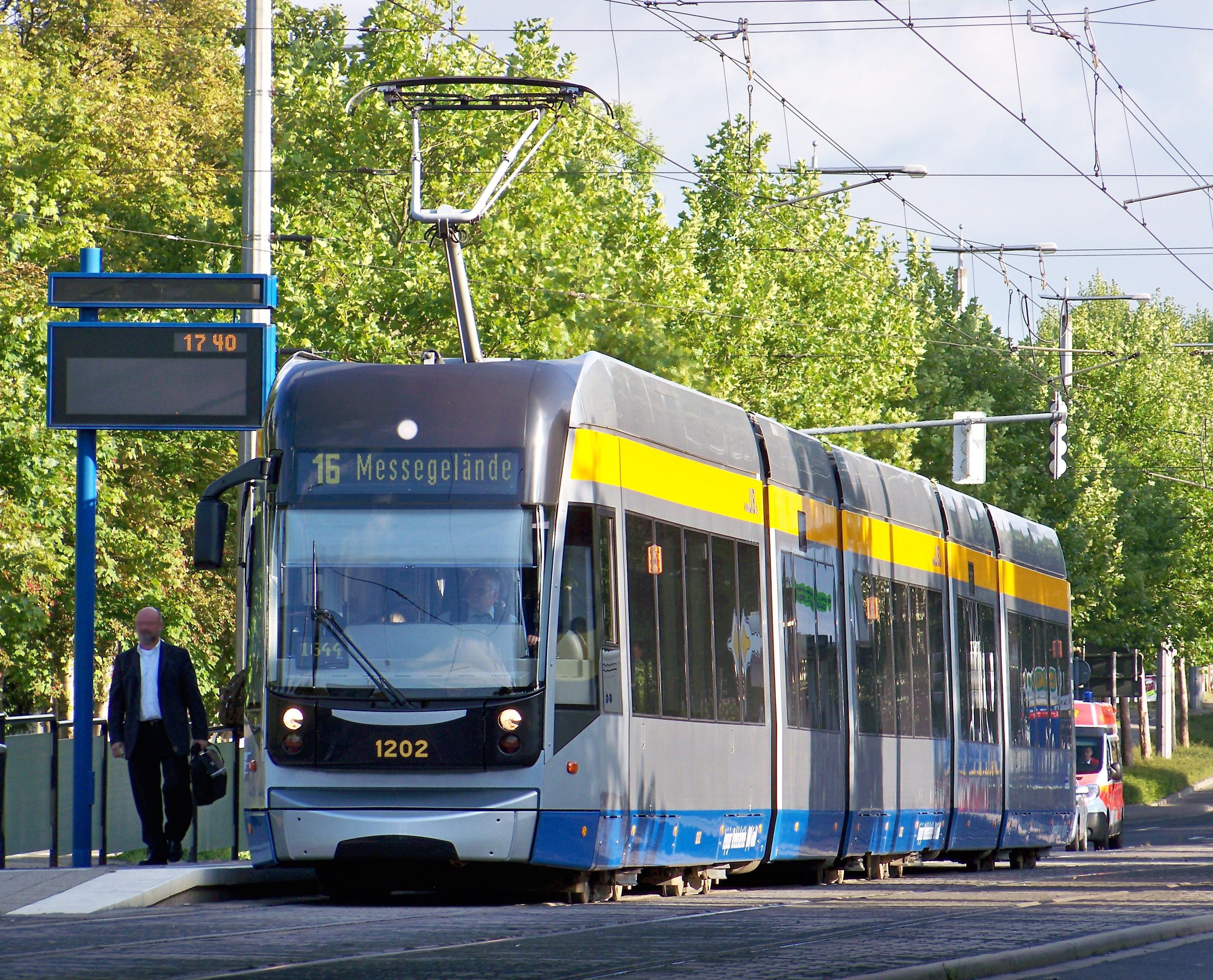
NGT12-LEI на лінії 16